# Danh sách phim có doanh thu cao nhất

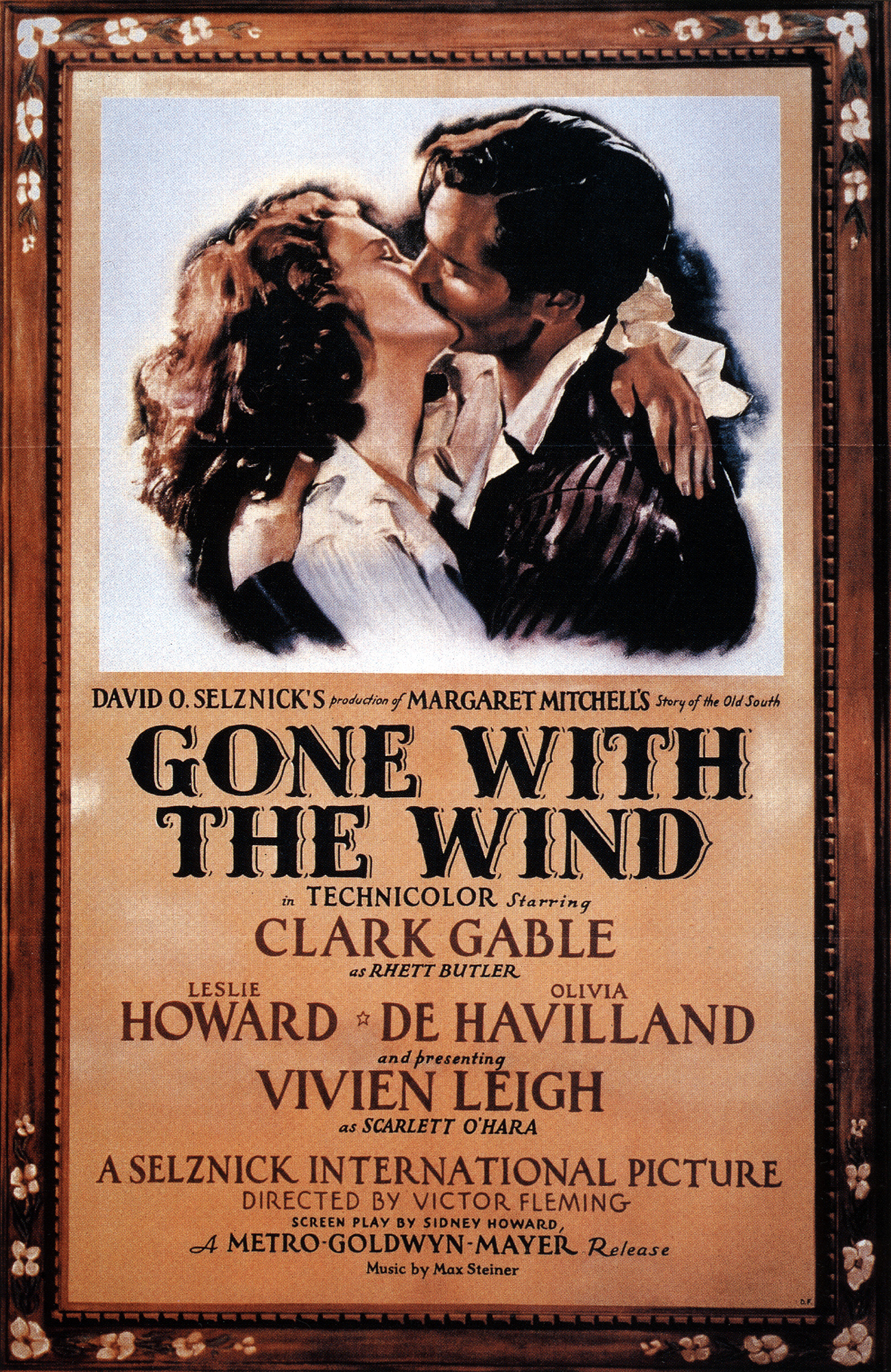
Cuốn theo chiều gió giữ danh hiệu bộ phim có doanh thu cao nhất trong 25 năm và, khi tính đến lạm phát, đã thu về nhiều hơn bất kỳ bộ phim nào khác.

Phim điện ảnh có nhiều nguồn thu, bao gồm công chiếu ngoài rạp, cho thuê băng đĩa, bản quyền truyền hình và các sản phẩm ăn theo. Tuy nhiên, doanh thu phòng vé là thước đo chính để đánh giá mức độ thành công của một bộ phim, chủ yếu vì nó thường công khai hơn số liệu của video tại gia và quyền phát sóng, đồng thời vì thông lệ lịch sử. Sau đây là danh sách của những bộ phim có doanh thu phòng vé cao nhất (xếp theo cả giá trị thật và giá trị danh nghĩa của doanh thu), danh sách những phim có doanh thu cao nhất mỗi năm, một dòng thời gian các kỷ lục doanh thu phòng vé, và danh sánh những loạt phim có doanh thu cao nhất. Tất cả danh sách đều được xếp theo doanh thu phòng vé quốc tế nếu có thể, không tính doanh thu từ video tại gia, bán quyền phát sóng, hay sản phẩm ăn theo.
Trước đây ở phía Tây bán cầu, phim chiến tranh, phim nhạc kịch và phim lịch sử là những thể loại phổ biến nhất, tuy nhiên vào thế kỷ 21, phim thương hiệu trở thành một trong những thể loại bán chạy nhất. Đặc biểt nổi tiếng là thể loại phim siêu anh hùng, với chín bộ phim thuộc Vũ trụ Điện ảnh Marvel nằm trong danh sách những bộ phim ăn khách nhất theo giá trị danh nghĩa. Bộ phim siêu anh hùng thành công nhất, Avengers: Endgame, cũng là bộ phim có doanh thu cao thứ hai trên bảng xếp hạng doanh thu trên danh nghĩa, và có tổng cộng bốn bộ phim dựa trên loạt truyện tranh Avengers lọt vào top 20 bộ phim đứng đầu. Những loạt phim chuyển thể khác của Marvel Comics cũng đạt được nhiều thành công như Người Nhện và Dị nhân, trong khi những bộ phim dựa trên Người Dơi và Siêu Nhân của DC Comics cũng có doanh thu cao. Star Wars cũng có mặt trên bảng xếp hạng doanh thu danh nghĩa với 5 bộ phim, trong khi các loạt phim Harry Potter, Công viên kỷ Jura và Cướp biển vùng Caribbean đều có tên trên bảng xếp hạng. Mặc dù bảng xếp hạng doanh thu danh nghĩa được thống trị bởi những phim chuyển thể và các loạt phim, đứng đầu danh sách là bộ phim nguyên gốc Avatar. Phim hoạt hình gia đình nhìn chung luôn giữ được mức doanh thu cao, với các phim Disney thường có những lần tái chiếu rất ăn khách trước khi video tại gia trở nên phổ biến. Disney cũng gặt hái thành công với các bộ phim như Frozen I và II, Zootopia, và Vua sư tử (với phiên bản làm lại bằng máy tính là bộ phim hoạt hình có doanh thu cao nhất), cùng với thương hiệu Pixar, trong đó Gia đình siêu nhân 2, Câu chuyện đồ chơi 3 và 4, và Đi tìm Dory là những phim có thành tích tốt nhất. Ngoài hoạt hình của Disney và Pixar, các loạt phim Despicable Me, Shrek và Ice Age cũng gặt hái được nhiều thành công.
Tuy lạm phát khiến hầu hết các phim từ những năm 1960 và 1970 không còn nằm trong danh sách, có những thương hiệu từ giai đoạn đó vẫn còn tiếp tục. Ngoài loạt phim Star Wars và Superman, các bộ phim James Bond và Star Trek vẫn thường xuyên được công chiếu; đây là bốn trong số những loạt phim ăn khách nhất. Một số phim đạt kỷ lục doanh thu trước kia vẫn có con số đáng nể theo tiêu chuẩn ngày nay, nhưng không còn cạnh tranh được với những bộ phim bom tấn ngày nay khi mà giá vé chiếu rạp cao hơn nhiều. Tuy nhiên, khi số tiền thu về được điều chỉnh theo lạm phát, Cuốn theo chiều gió—bộ phim nắm giữ kỷ lục doanh thu cao nhất trong suốt 25 năm—vẫn là bộ phim ăn khách nhất mọi thời đại. Tất cả doanh thu trong bài viết này đều có đơn vị là đô la Mỹ theo giá trị danh nghĩa, trừ khi được ghi chú cụ thể.

## Phim có doanh thu cao nhất

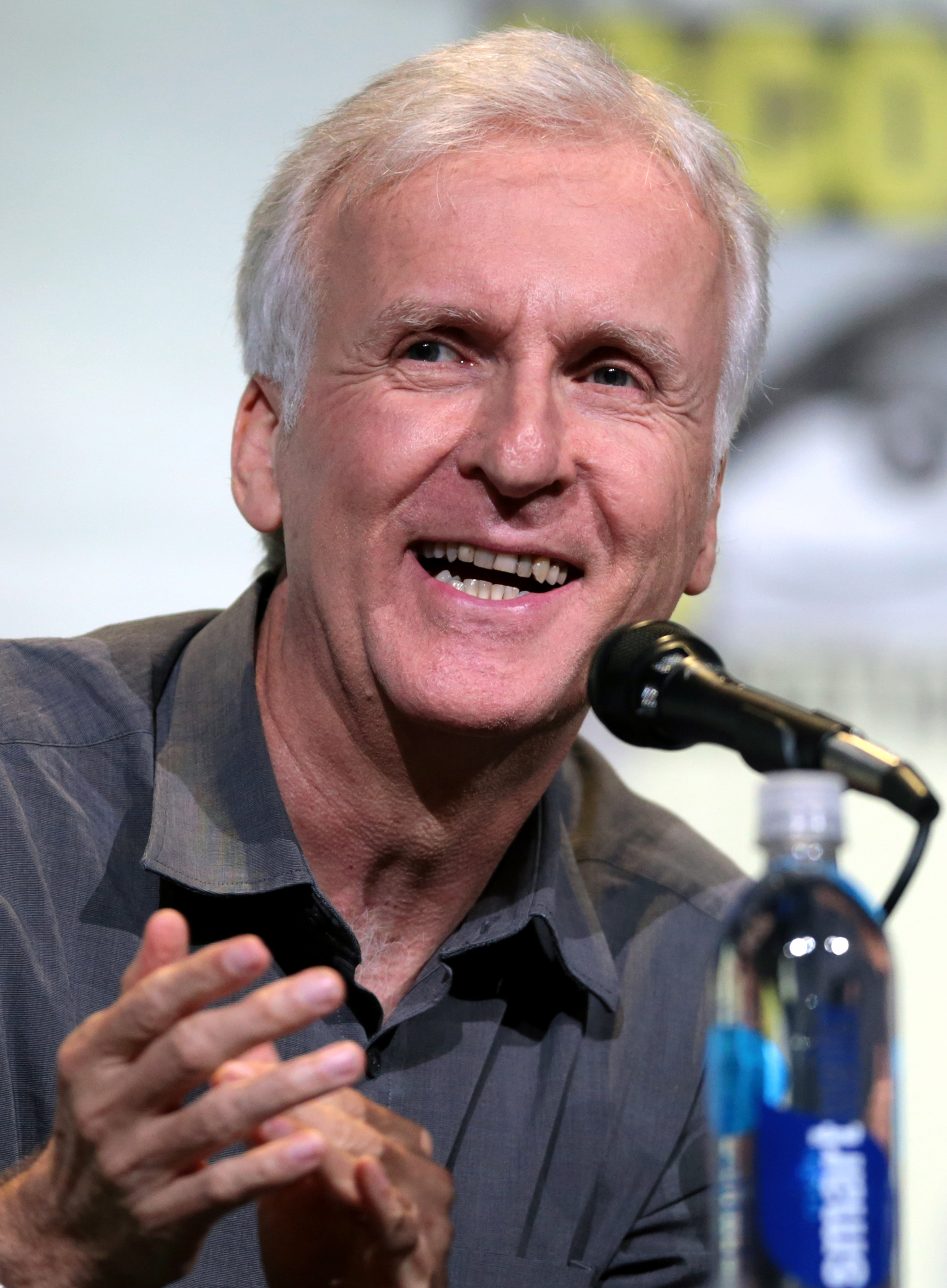
James Cameron, người biên soạn và đạo diễn bộ phim có doanh thu cao nhất mọi thời đại, Avatar.

Với doanh thu phòng vé toàn cầu hơn 2,9 tỷ đô la Mỹ, Avatar được coi là bộ phim có "doanh thu cao nhất", tuy nhiên khẳng định đó thường chỉ nói về doanh thu chiếu rạp mà không tính doanh thu từ video tại gia và truyền hình, đôi khi cấu thành một phần không nhỏ doanh thu của một bộ phim. Khi tính cả doanh thu từ các phương tiện giải trí tại gia, khó xác định rõ ràng bộ phim nào thành công nhất. Titanic thu về 1,2 tỷ USD từ tiền bán và cho thuê video và DVD, cùng với doanh thu phòng vé 2,2 tỷ USD. Tuy số liệu doanh thu đầy đủ của Avatar không được công khai, bộ phim thu về 345 triệu USD từ doanh số 16 triệu DVD và Blu-ray ở Bắc Mỹ, và cuối cùng bán được hơn 30 triệu đĩa DVD và Blu-ray trên toàn thế giới. Nếu tính cả doanh thu video tại gia, cả hai phim đều thu về hơn 3 tỷ đô la Mỹ. Bản quyền phát sóng cũng đóng góp đáng kể cho doanh thu của một bộ phim, với một số phim nhận về 20–25% doanh thu phòng vé qua một vài lần công chiếu trên ti vi; Titanic thu về hơn 55 triệu đô la Mỹ từ quyền phát sóng với NBC và HBO, bằng khoảng 9% doanh thu phòng vé Bắc Mỹ của bộ phim.
Khi một bộ phim có những bản quyền thương mại mang lời, doanh thu bổ trợ của nó đôi khi còn lấn át cả doanh thu từ việc công chiếu bộ phim. Vua sư tử (1994) thu về hơn 2 tỷ đô la Mỹ tiền bán vé và video tại gia, nhưng doanh thu cho bản chuyển thể nhạc kịch trên toàn cầu lên đến 8 tỷ đô la Mỹ. Việc bán các sản phẩm ăn theo cũng có thể mang về số lời lớn: Vua sư tử bán hơn 3 tỷ đô la Mỹ sản phẩm ăn theo, trong khi bộ phim Cars của Pixar—một thành công khiêm tốn so với các phim khác của Pixar với doanh thu 462 triệu USD—thu về doanh thu sản phẩm ăn theo hơn 8 tỷ USD trong vòng 5 năm kể từ khi công chiếu năm 2006. Pixar cũng thắng lớn với Câu chuyện đồ chơi 3, với tiền bán sản phẩm ăn theo ở mức gần 10 tỷ USD cộng với doanh thu phòng vé hơn 1 tỷ USD của bộ phim.
Trong bảng xếp hạng này, các phim được xếp theo doanh thu phòng vé theo giá trị danh nghĩa, cùng với thứ hạng cao nhất mà bộ phim đạt được. Đã có năm bộ phim vượt mốc doanh thu 2 tỷ USD trên toàn cầu, với Avatar đứng ở vị trí số một. Tất cả các phim (bao gồm tái chiếu) đều được phát hành trong thế kỷ 21, và những phim trước đây không xuất hiện trong bảng xếp hạng này là do tác động của lạm phát và quy mô dân số.
   Nền tô màu chỉ những phim đang được chiếu trong tuần từ ngày 18 tháng 7 năm 2025 tại các rạp trên toàn thế giới.
Danh sách dưới đây gồm 50 bộ phim điện ảnh có doanh thu nhất mọi thời đại
| Hạng | Thành tích tốt nhất | Tiêu đề                                       | Doanh thu toàn cầu | Năm  | Nguồn             |
| ---- | ------------------- | --------------------------------------------- | ------------------ | ---- | ----------------- |
| 1    | 1                   | Avatar                                        | $2,923,706,026     | 2009 | [ # 1 ] [ # 2 ]   |
| 2    | 1                   | Avengers: Endgame                             | $2,797,501,328     | 2019 | [ # 3 ] [ # 4 ]   |
| 3    | 3                   | Avatar: The Way of Water                      | $2,320,250,281     | 2022 | [ # 5 ] [ # 6 ]   |
| 4    | 1                   | Titanic                                       | T$2.257.844.554    | 1997 | [ # 7 ] [ # 8 ]   |
| 5    | 5                   | Ne Zha 2                                      | $2.216.990.000     | 2025 | [ # 9 ] [ # 10 ]  |
| 6    | 3                   | Star Wars: The Force Awakens                  | $2,068,223,624     | 2015 | [ # 11 ] [ # 12 ] |
| 7    | 4                   | Avengers: Infinity War                        | $2,048,359,754     | 2018 | [ # 13 ] [ # 14 ] |
| 8    | 6                   | Spider-Man: No Way Home                       | SM$1,922,598,800   | 2021 | [ # 15 ] [ # 16 ] |
| 9    | 8                   | Inside Out 2                                  | $1,698,863,816     | 2024 | [ # 17 ] [ # 18 ] |
| 10   | 3                   | Jurassic World                                | $1,671,537,444     | 2015 | [ # 19 ] [ # 20 ] |
| 11   | 7                   | The Lion King                                 | $1,656,943,394     | 2019 | [ # 21 ] [ # 4 ]  |
| 12   | 3                   | The Avengers                                  | $1,518,815,515     | 2012 | [ # 22 ] [ # 23 ] |
| 13   | 4                   | Furious 7                                     | $1,515,341,399     | 2015 | [ # 24 ] [ # 25 ] |
| 14   | 11                  | Top Gun: Maverick                             | $1,495,696,292     | 2022 | [ # 26 ] [ # 27 ] |
| 15   | 10                  | Frozen 2                                      | $1,450,026,933     | 2019 | [ # 28 ] [ # 29 ] |
| 16   | 14                  | Barbie                                        | $1,447,038,421     | 2023 | [ # 30 ] [ # 31 ] |
| 17   | 5                   | Avengers: Age of Ultron                       | $1,402,809,540     | 2015 | [ # 32 ] [ # 25 ] |
| 18   | 15                  | The Super Mario Bros. Movie                   | $1,360,847,665     | 2023 | [ # 33 ] [ # 34 ] |
| 19   | 9                   | Black Panther                                 | $1,347,280,838     | 2018 | [ # 35 ] [ # 36 ] |
| 20   | 3                   | Harry Potter and the Deathly Hallows – Part 2 | $1.342.139.727     | 2011 | [ # 37 ] [ # 38 ] |
| 21   | 20                  | Deadpool & Wolverine                          | $1,338,073,645     | 2024 | [ # 39 ] [ # 40 ] |
| 22   | 9                   | Star Wars: The Last Jedi                      | $1,332,539,889     | 2017 | [ # 41 ] [ # 42 ] |
| 23   | 12                  | Jurassic World: Fallen Kingdom                | $1.308.473.425     | 2018 | [ # 43 ] [ # 14 ] |
| 24   | 5                   | Frozen                                        | F$1.290.000.000    | 2013 | [ # 44 ] [ # 45 ] |
| 25   | 10                  | Beauty and the Beast                          | $1,263,521,126     | 2017 | [ # 46 ] [ # 47 ] |
| 26   | 15                  | Incredibles 2                                 | $1,242,805,359     | 2018 | [ # 48 ] [ # 14 ] |
| 27   | 11                  | The Fate of the Furious                       | F8$1,238,764,765   | 2017 | [ # 49 ] [ # 47 ] |
| 28   | 5                   | Iron Man 3                                    | $1,214,811,252     | 2013 | [ # 50 ] [ # 51 ] |
| 29   | 10                  | Minions                                       | $1,159,444,662     | 2015 | [ # 52 ] [ # 20 ] |
| 30   | 12                  | Captain America: Civil War                    | $1,153,337,496     | 2016 | [ # 53 ] [ # 54 ] |
| 31   | 20                  | Aquaman                                       | $1,148,528,393     | 2018 | [ # 55 ] [ # 14 ] |
| 32   | 2                   | The Lord of the Rings: The Return of the King | $1,147,997,407     | 2003 | [ # 56 ] [ # 57 ] |
| 33   | 24RK                | Spider-Man: Far From Home                     | $1,132,679,685     | 2019 | [ # 58 ] [ # 4 ]  |
| 34   | 23RK                | Captain Marvel                                | $1,128,274,794     | 2019 | [ # 59 ] [ # 60 ] |
| 35   | 5RK                 | Transformers: Dark of the Moon                | $1,123,794,079     | 2011 | [ # 61 ] [ # 38 ] |
| 36   | 7                   | Skyfall                                       | $1,108,594,137     | 2012 | [ # 62 ] [ # 63 ] |
| 37   | 10                  | Transformers: Age of Extinction               | $1,104,054,072     | 2014 | [ # 64 ] [ # 65 ] |
| 38   | 7                   | The Dark Knight Rises                         | DKR$1,081,169,825  | 2012 | [ # 66 ] [ # 67 ] |
| 39   | 31                  | Joker                                         | $1,074,458,282     | 2019 | [ # 68 ] [ # 29 ] |
| 40   | 32                  | Star Wars: The Rise of Skywalker              | $1,074,144,248     | 2019 | [ # 69 ] [ # 29 ] |
| 41   | 30                  | Toy Story 4                                   | $1,073,394,593     | 2019 | [ # 70 ] [ # 4 ]  |
| 42   | 4TS3                | Toy Story 3                                   | $1,066,970,811     | 2010 | [ # 71 ] [ # 72 ] |
| 43   | 3                   | Pirates of the Caribbean: Dead Man's Chest    | $1,066,179,747     | 2006 | [ # 73 ] [ # 74 ] |
| 44   | 44                  | Moana 2                                       | $1,059,242,164     | 2024 | [ # 75 ] [ # 76 ] |
| 45   | 20                  | Rogue One: A Star Wars Story                  | $1.057.420.387     | 2016 | [ # 77 ] [ # 78 ] |
| 46   | 34                  | Aladdin                                       | $1,050,693,953     | 2019 | [ # 79 ] [ # 4 ]  |
| 47   | 2                   | Star Wars: Episode I – The Phantom Menace     | $1,046,515,409     | 1999 | [ # 80 ] [ # 8 ]  |
| 48   | 6                   | Pirates of the Caribbean: On Stranger Tides   | $1,045,713,802     | 2011 | [ # 81 ] [ # 72 ] |
| 49   | 1                   | Jurassic Park                                 | $1.037.535.230     | 1993 | [ # 82 ] [ # 83 ] |
| 50   | 24                  | Despicable Me 3                               | $1,034,800,131     | 2017 | [ # 84 ] [ # 47 ] |

FBox Office Mojo ngừng cập nhật doanh thu của Nữ hoàng băng giá vào tháng 8 năm 2014, trong khi nó vẫn đang được công chiếu. Con số được ghi ở đây tổng hợp số liệu doanh thu sau đó ở Nhật Bản, Nigeria, Tây Ban Nha, Anh và Đức cho đến cuối năm 2015 nhưng không tính doanh thu vào khoảng vài trăm ngàn đô la Mỹ ở Thổ Nhĩ Kỳ, Iceland, Brazil, và Úc (2016). Con số tổng cộng được làm tròn đến hàng triệu để bù cho sự sai lệch số liệu. Bộ phim được tái công chiếu ở Anh vào tháng 12 năm 2017 với Frozen: Chuyến phiêu lưu của Olaf thu về thêm 2,3 triệu đô la Mỹ. 
F8Trong trường hợp của Fast & Furious 8 doanh thu được lấy từ một phiên bản lưu trữ của Box Office Mojo, sau khi phát hiện bất thường trong số liệu. Sự giảm tổng doanh thu của một số nước—Argentina là ví dụ rõ ràng nhất—dẫn đến sự giảm con số tổng doanh thu toàn cầu. 
RKChúa tể những chiếc nhẫn: Sự trở lại của nhà vua có doanh thu được điều chỉnh năm 2019. Kết quả của điều chỉnh này là Người nhện xa nhà, Đại úy Marvel và Transformers 3: Vùng tối của mặt trăng đều đạt đỉnh ở một bậc thấp hơn so với nguồn được trích dẫn. 
TS3Box Office Mojo điều chỉnh doanh thu của các phim của Pixar vào tháng 8 năm 2016, dẫn đến doanh thu của Câu chuyện đồ chơi 3 tăng từ 1,063 tỷ lên thành 1,067 tỷ USD. Điều này nghĩa là bộ phim xếp hạng cao nhất ở hạng 4, trên Cướp biển vùng Caribbe 2: Chiếc rương tử thần, thay vì hạng 5 như trong nguồn được trích dẫn. 
DM2Disney điều chỉnh doanh thu của Vua sư tử vào tháng 5 năm 2016, từ 987,5 triệu xuống còn 968,5 triệu USD. Điều này nghĩa là Kẻ trộm Mặt Trăng 2 đạt thứ hạng cao nhất là hạng 19, trên Vua sư tử, thay vì hạng 20 như trong nguồn được trích dẫn. 

## Phim có doanh thu cao nhất tính theo lạm phát

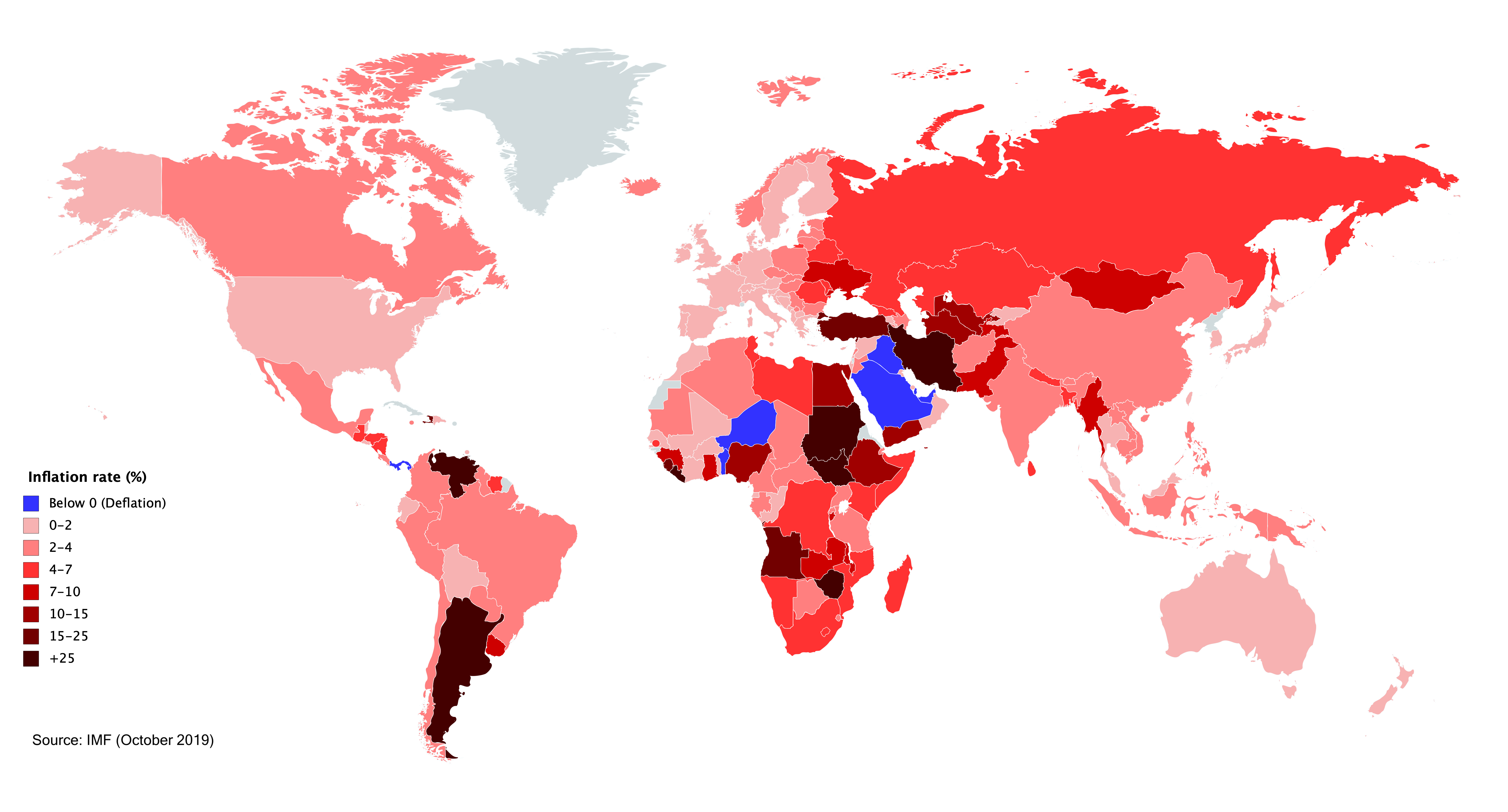
Tỉ lệ lạm phát của mỗi quốc gia khác nhau, làm cho việc điều chỉnh theo lạm phát khó khăn.

Do tác động dài hạn của lạm phát, đặc biệt là sự tăng đáng kể giá vé chiếu rạp, danh sánh không điều chỉnh lạm phát có xu hướng thiên về những phim ra mắt sau. Tuy thường xuất hiện trong truyền thông, danh sách không tính lạm phát đó đa phần vô dụng cho việc so sánh những phim được chiếu ở những thời điểm cách xa nhau, bởi nhiều phim từ những giai đoạn trước sẽ không bao giờ xuất hiện trên một bảng xếp hạng không tính lạm phát, ngay cả khi thành công hơn về mặt thương mại khi tính đến việc giá cả tăng cao. Để bù đáp cho việc tiền tệ mất giá, một số bảng xếp hạng điều chỉnh theo lạm phát, nhưng ngay cả điều này cũng không giải quyết hoàn toàn vấn đề vì giá vé và lạm phát không nhất thiết tỉ lệ với nhau. Ví dụ, trong năm 1970, một vé xem phim có giá 1,55 đô la Mỹ hay khoảng 6,68 đô la Mỹ theo giá tiền 2004; đến năm 1980, giá vé đã tăng lên mức khoảng 2,69 đô la Mỹ, nhưng chỉ tương đương với 5,50 đô la Mỹ theo giá tiền 2004. Giá vé cũng tăng ở các mức lạm phát khác nhau trên thế giới, càng gây khó khăn cho quá trình điều chỉnh doanh thu toàn cầu.
Một trở ngại khác là việc công chiếu bằng nhiều định dạng với những mức giá vé khác nhau. Một ví dụ nổi bật cho hiện tượng này là Avatar, cũng được phát hành trong định dạng 3D và IMAX: gần hai phần ba số vé cho bộ phim là các suất chiếu 3D với giá trung bình là 10 đô la Mỹ, và khoảng một phần sáu là các suất chiếu IMAX với giá vé trung bình 14,50 đô la Mỹ, so với mức giá trung bình 7,61 đô la Mỹ cho phim 2D năm 2010. Các yếu tố xã hội và kinh tế như gia tăng dân số và sự phát triển của thị trường quốc tế cũng tác động đến số người mua vé xem phim, cũng như thành phần khán giả trong đó một số phim có tỉ lệ vé trẻ em rất cao, hoặc thu hút với khán giả thành thị nơi giá vé thường cao hơn trung bình.
Thước đo mức độ thành công của một bộ phim dựa trên doanh thu danh nghĩa, chủ yếu là vì đây là thông lệ được ngành điện ảnh thực hiện trong quá khứ: biên lai phòng vé được các rạp phim thu thập và trả về cho nhà phân phối rồi được công bố cho truyền thông. Việc đổi sang một hệ thống đo số vé bán ra thay vì doanh thu cũng có nhiều vấn đề bởi số liệu cho những phim cũ thường chỉ có tổng doanh thu. Ngành làm phim cũng có thiên hướng quảng bá cho những phim đang được công chiếu, dẫn đến việc sử dụng số liệu không lạm phát trong các chiến dịch quảng bá để những phim bom tấn mới đạt được thứ hạng doanh thu cao hơn để thu hút người xem.
Mặc cho những khó khăn trong việc điều chỉnh cho lạm phát, một số bảng xếp hạng như thế đã được đưa ra. Các ước tính dựa trên chỉ số giá để điều chỉnh doanh thu và tỷ giá hối đoái để đổi các đơn vị tiền tệ, cả hai đều có thể tác động đến thứ hạng trong một danh sách tính đến lạm phát. Cuốn theo chiều gió—công chiếu năm 1939—thường được coi là bộ phim thành công nhất, với Sách Kỷ lục Guinness năm 2014 ước tính doanh thu toàn cầu của bộ phim là 3,4 tỷ đô la Mỹ đã tính lạm phát. Tuy nhiên, các ước tính doanh thu của Cuốn theo chiều gió chênh nhau đáng kể: chủ sở hữu bộ phim, Turner Entertainment, ước tính doanh thu điều chỉnh của nó là 3,3 tỷ đô la Mỹ trong năm 2007; những ước tính khác dao động từ dưới 3 tỷ đô la Mỹ năm 2010, cho đến 3,8 tỷ đô la Mỹ năm 2006. Bộ phim xếp thứ hai sau Cuốn theo chiều gió tùy thuộc vào nguồn số liệu được dùng: Guinness xếp Avatar thứ hai với doanh thu 3 tỷ đô la Mỹ, trong khi những ước tính khác đặt Titanic ở vị trí thứ hai với doanh thu toàn cầu khoảng 2,9 tỷ đô la Mỹ theo giá năm 2010.
| Hạng | Tiêu đề                       | Doanh thu toàn cầu (USD 2020) | Năm  |
| ---- | ----------------------------- | ----------------------------- | ---- |
| 1    | Cuốn theo chiều gió           | $3.739.000.000                | 1939 |
| 2    | Avatar                        | A$3.286.000.000               | 2009 |
| 3    | Titanic                       | T$3.108.000.000               | 1997 |
| 4    | Star Wars: Niềm hi vọng mới   | $3.071.000.000                | 1977 |
| 5    | Avengers: Hồi kết             | AE$2.823.000.000              | 2019 |
| 6    | The Sound of Music            | $2.572.000.000                | 1965 |
| 7    | E.T. Sinh vật ngoài hành tinh | $2.511.000.000                | 1982 |
| 8    | Mười điều răn                 | $2.377.000.000                | 1956 |
| 9    | Bác sĩ Zhivago                | $2.253.000.000                | 1965 |
| 10   | Star Wars: Thần lực thức tỉnh | $2.221.000.000                | 2015 |

InfĐiều chỉnh lạm phát được thực hiện sử dụng chỉ số giá tiêu dùng cho các nền kinh tế phát triển được công bố bởi Quỹ Tiền tệ Quốc tế. Chỉ số này được áp dụng cho toàn bộ doanh thu trong bảng xếp hạng của Sách Kỷ lục Guiness năm 2014, bắt đầu từ chỉ số năm 2014. Số liệu trong bảng trên tính đến lạm phát cho các năm từ 2014 đến 2020. 
ADoanh thu điều chỉnh của Avatar bao gồm doanh thu từ lần công chiếu đầu tiên và Phiên bản Đặc biệt năm 2010, nhưng không tính lần chiếu lại năm 2020 và 2021. 
TDoanh thu điều chỉnh của Titanic do Guiness ghi nhận tăng khoảng 102.000.000 USD giữa phiên bản năm 2012 (xuất bản năm 2011) và năm 2015, một mức tăng 4,2% bằng với các phim khác trong bảng xếp hạng, mà không tính lần tái chiếu bằng 3D năm 2012. Bảng xếp hạng trên tính cả doanh thu 343.550.770 USD từ lần chiếu lại và tính từ chỉ số giá năm 2014. Titanic thu về thêm $691,642 trong một đợt tái chiếu giới hạn năm 2017 nhân kỷ niệm 20 năm, nhưng con số này không được tính trong tổng số điều chỉnh. 
AEDoanh thu của Avengers: Hồi kết được điều chỉnh bằng chỉ số giá năm 2020. 

## Phim có doanh thu cao nhất năm
Đầu thế kỷ 20, thị hiếu khán giả khá đa dạng, tuy nhiên cũng có một số xu hướng xuất hiện. Trong thời kỳ phim câm, phim với chủ đề chiến tranh trở nên nổi tiếng, với The Birth of a Nation (Nội chiến Mỹ), The Four Horsemen of the Apocalypse, The Big Parade và Wings (đều là Thế chiến I) trở thành những phim thành công nhất năm nó ra mắt, và dần hạ nhiệt với All Quiet on the Western Front năm 1930. Phim có tiếng ra đời năm 1927 dẫn đến sự phổ biến của thể loại ca nhạc, và cả năm 1928 và 1929 đều do phim ca nhạc dẫn đầu phòng vé. Thể loại ca nhạc tiếp tục thịnh hành trong những năm 1930, nhưng với Thế chiến II nổ ra chứng kiến một lần nữa sự thống trị của những phim chiến tranh, bắt đầu từ Cuốn theo chiều gió (Nội chiến Mỹ) năm 1939, và kết thúc với The Best Years of Our Lives (Thế chiến II) năm 1946. Samson and Delilah (1949) mở đầu cho xu hướng phim lịch sử trong bối cảnh La Mã cổ đại/thời kỳ kinh thánh xuyên suốt thập niên 1950 khi mà rạp phim tranh giành người xem với truyền hình, với Quo Vadis, The Robe, The Ten Commandments, Ben-Hur và Spartacus đều trở thành phim có doanh thu cao nhất năm công chiếu, trước khi thể loại này mất dần sức hút sau vài thất bại phòng vé. Thành công của White Christmas và South Pacific trong thập niên 1950 cho thấy sự trở lại của phim ca nhạc trong những năm 1960 với West Side Story, Mary Poppins, My Fair Lady, The Sound of Music và Funny Girl nằm trong nhóm những phim thành công nhất thập kỷ. Thập niên 1970 chứng kiến sự biến chuyển trong thị hiếu khán giả sang những phim high concept, với sáu phim đứng đầu phòng vé thập niên 1980 thuộc về hai đạo diễn George Lucas và Steven Spielberg. Thế kỷ 21 cho thấy sự lớn mạnh của các loạt phim và chuyển thể, với đại đa số các phim dẫn đầu phòng vé đều dựa trên những công trình trước đó.

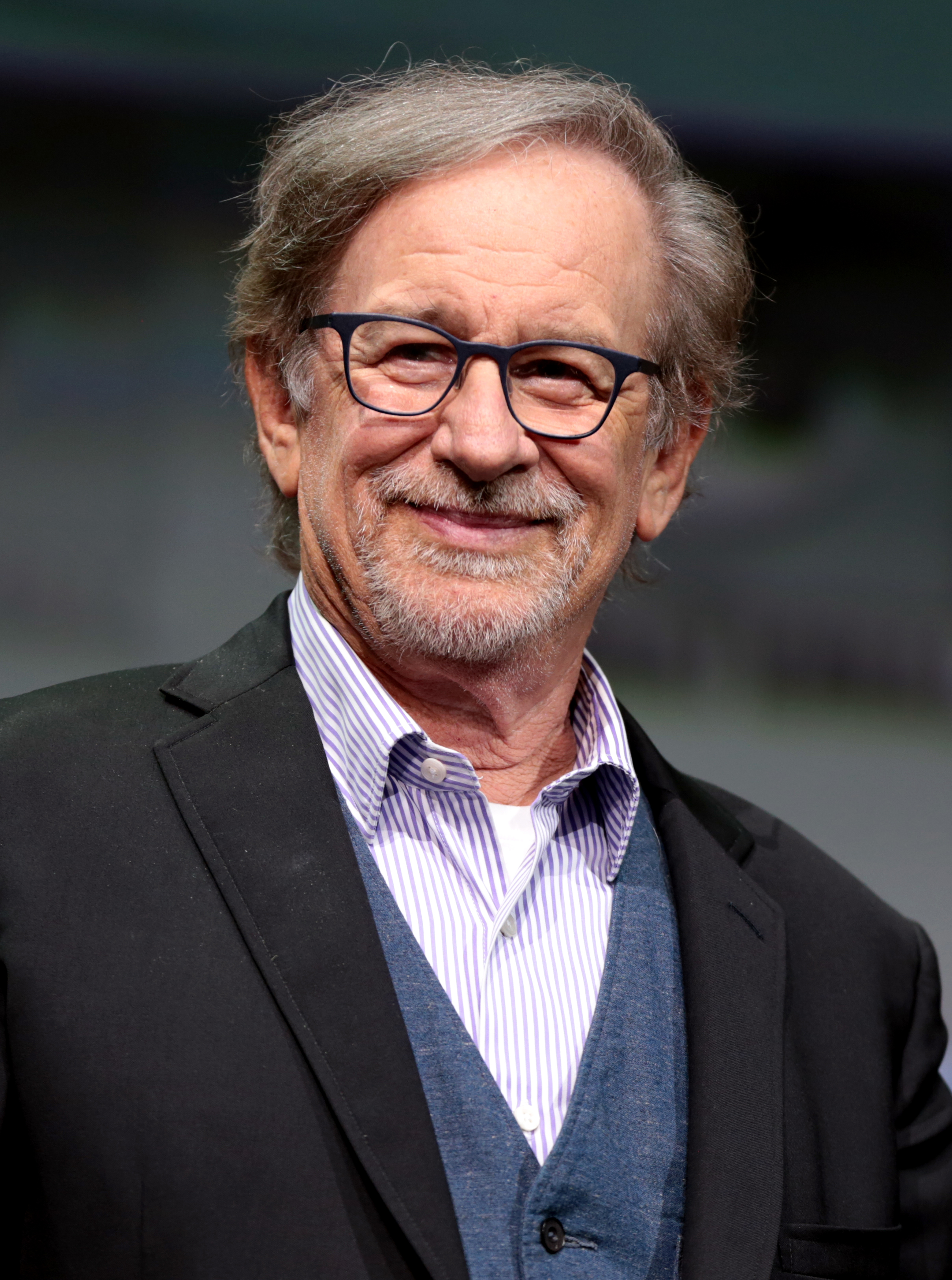
Đạo diễn Steven Spielberg có sáu phim dẫn đầu phòng vé của năm, và ba phim có doanh thu cao nhất đến thời điểm đó.

Steven Spielberg là đạo diễn xuất hiện nhiều nhất trong bảng xếp hạng, với sáu phim do ông chỉ đạo, đứng đầu phòng vé các năm 1975, 1981, 1982, 1984, 1989 và 1993. Cecil B. DeMille (1932, 1947, 1949, 1952 và 1956) và William Wyler (1942, 1946, 1959 và 1968) đứng thứ hai và thứ ba, lần lượt với năm và bốn phim, còn D. W. Griffith (1915, 1916 và 1920), George Roy Hill (1966, 1969 và 1973), James Cameron (1991, 1997 và 2009) và anh em nhà Russo (2016, 2018 và 2019) mỗi người có ba phim. George Lucas đạo diễn hai phim đứng đầu năm 1977 và 1999, nhưng cũng tham gia với vai trò nhà sản xuất và biên soạn trong các năm 1980, 1981, 1983, 1984 và 1989. Những đạo diễn sau cũng có hai phim trên bảng xếp hạng: Frank Lloyd, King Vidor, Frank Capra, Michael Curtiz, Leo McCarey, Alfred Hitchcock, David Lean, Stanley Kubrick, Guy Hamilton, Mike Nichols, William Friedkin, Peter Jackson, Gore Verbinski, và Michael Bay; Mervyn LeRoy, Ken Annakin và Robert Wise có một phim solo và một phim làm chung, và John Ford đồng đạo diễn hai phim. Các phim của Disney thường được đồng đạo diễn và vài người đã tham gia vào một số đội đứng đầu: Wilfred Jackson, Hamilton Luske, Clyde Geronimi, David Hand, Ben Sharpsteen, Wolfgang Reitherman và Bill Roberts đều đã đồng đạo diễn ít nhất hai phim trong bảng xếp hạng. Chỉ có bảy đạo diễn dứng đầu phòng vé trong hai năm liên tiếp: McCarey (1944 và 1945), Nichols (1966 và 1967), Spielberg (1981 và 1982), Jackson (2002 và 2003), Verbinski (2006 và 2007) và anh em nhà Russo (2018 và 2019).
Vì đặc điểm của lịch công chiếu—đặc biết với những phim ra mắt gần cuối năm—và thời gian ra mắt khác nhau trên thế giới, nhiều phim được chiếu trong hai năm lịch; và do đó tổng doanh thu ở đây không giới hạn trong năm bắt đầu công chiếu. Con số này cũng không giới hạn trong đợt chiếu rạp đầu tiên, bởi nhiều phim cũ thường xuyên được tái chiếu nên con số ở đây là tổng doanh thu của tất cả các lần chiếu; doanh thu của đợt chiếu đầu tiên được để trong ngoặc nếu có. Vì số liệu không hoàn toàn đầy đủ, khó có thể biết chính xác một phim thu về bao nhiêu và khi nào, nhưng nhìn chung bảng xếp hạng này ghi nhận mỗi phim của năm mà có doanh thu ở cuối đợt phát hành là lớn nhất. Trong trường các ước tính mâu thuẫn nhau, cả hai phim được liệt kê, và trong trường hợp một phim tăng bậc nhờ tái chiếu, phim đứng đầu trước đó cũng được giữ lại.
   Nền tô màu chỉ những phim đang được chiếu trong tuần từ ngày 18 tháng 7 năm 2025 tại các rạp trên toàn thế giới.
| Năm  | Tiêu đề                                           | Doanh thu toàn cầu                                   | Kinh phí                 | Nguồn                                             |
| ---- | ------------------------------------------------- | ---------------------------------------------------- | ------------------------ | ------------------------------------------------- |
| 1915 | The Birth of a Nation                             | $50.000.000–100.000.000 $20.000.000+R ($5.200.000)R  | $110.000                 | [ # 85 ] [ # 86 ] [ # 87 ]                        |
| 1916 | Intolerance                                       | $1.000.000*R IN                                      | $489.653                 | [ # 88 ] [ # 89 ]                                 |
| 1917 | Cleopatra                                         | $500.000*R                                           | $300.000                 | [ # 88 ]                                          |
| 1918 | Mickey                                            | $8.000.000                                           | $250.000                 | [ # 90 ]                                          |
| 1919 | The Miracle Man                                   | $3.000.000R                                          | $120.000                 | [ # 91 ]                                          |
| 1920 | Way Down East                                     | $5.000.000R ($4.000.000)R                            | $800.000                 | [ # 92 ] [ # 93 ]                                 |
| 1921 | The Four Horsemen of the Apocalypse               | $5.000.000R ($4.000.000)R                            | $600.000–800.000         | [ # 94 ]                                          |
| 1922 | Robin Hood                                        | $2.500.000R                                          | $930.042,78              | [ # 95 ] [ # 96 ]                                 |
| 1923 | The Covered Wagon                                 | $5.000.000R                                          | $800.000                 | [ # 97 ] [ # 98 ]                                 |
| 1924 | The Sea Hawk                                      | $3.000.000R                                          | $700.000                 | [ # 97 ]                                          |
| 1925 | The Big Parade                                    | $18.000.000–22.000.000R ($6.131.000)R                | $382.000                 | [ # 99 ] [ # 100 ] [ # 101 ]                      |
| 1925 | Ben-Hur                                           | $10.738.000R ($9.386.000)R                           | $3.967.000               | [ # 102 ] [ # 103 ]                               |
| 1926 | For Heaven's Sake                                 | $2.600.000R FH                                       | $150.000                 | [ # 92 ] [ # 104 ]                                |
| 1927 | Wings                                             | $3.600.000R                                          | $2.000.000               | [ # 92 ] [ # 105 ] [ # 106 ]                      |
| 1928 | The Singing Fool                                  | $5.900.000R                                          | $388.000                 | [ # 106 ] [ # 107 ]                               |
| 1929 | The Broadway Melody                               | $4.400.000–4.800.000R                                | $379.000                 | [ # 108 ] [ # 109 ]                               |
| 1929 | Sunny Side Up                                     | $3.500.000*R SS                                      | $600.000                 | [ # 110 ] [ # 111 ]                               |
| 1930 | All Quiet on the Western Front                    | $3.000.000R                                          | $1.250.000               | [ # 92 ] [ # 112 ] [ # 113 ] [ # 114 ]            |
| 1931 | Frankenstein                                      | $12.000.000R ($1.400.000)R                           | $250.000                 | [ # 115 ] [ # 116 ]                               |
| 1931 | City Lights                                       | $5.000.000R                                          | $1.607.351               | [ # 117 ]                                         |
| 1932 | The Sign of the Cross                             | $2.738.993R                                          | $694.065                 | [ # 98 ] [ # 118 ] [ # 119 ] [ # 120 ]            |
| 1933 | King Kong                                         | $5.347.000R ($1.856.000)R                            | $672,255,75              | [ # 121 ]                                         |
| 1933 | I'm No Angel                                      | $3.250.000+R                                         | $200.000                 | [ # 122 ] [ # 123 ]                               |
| 1933 | Cavalcade                                         | $3.000.000–4.000.000R                                | $1.116.000               | [ # 93 ] [ # 113 ]                                |
| 1933 | She Done Him Wrong                                | $3.000.000+R                                         | $274.076                 | [ # 124 ] [ # 125 ] [ # 126 ]                     |
| 1934 | The Merry Widow                                   | $2.608.000R                                          | $1.605.000               | [ # 127 ] [ # 119 ]                               |
| 1934 | It Happened One Night                             | $1.000.000R ON                                       | $325.000                 | [ # 128 ] [ # 129 ]                               |
| 1935 | Mutiny on the Bounty                              | $4.460.000R                                          | $1.905.000               | [ # 119 ]                                         |
| 1936 | San Francisco                                     | $6.044.000+R ($5.273.000)R                           | $1.300.000               | [ # 127 ] [ # 119 ]                               |
| 1937 | Nàng Bạch Tuyết và bảy chú lùn                    | $418.000.000+S7 ($8.500.000)R                        | $1.488.423               | [ # 130 ] [ # 131 ]                               |
| 1938 | You Can't Take It With You                        | $5.000.000R                                          | $1.200.000               | [ # 132 ] [ # 133 ]                               |
| 1939 | Cuốn theo chiều gió                               | $390.525.192–402.352.579 ($32.000.000)R GW           | $3.900.000–4.250.000     | [ # 134 ] [ # 135 ] [ # 136 ] [ # 137 ] [ # 138 ] |
| 1940 | Pinocchio                                         | $87.000.862* ($3.500.000)R                           | $2.600.000               | [ # 139 ] [ # 131 ] [ # 140 ]                     |
| 1940 | Boom Town                                         | $4.600.000*R                                         | $2.100.000               | [ # 141 ] [ # 142 ]                               |
| 1941 | Sergeant York                                     | $7.800.000R                                          | $1.600.000               | [ # 143 ] [ # 144 ]                               |
| 1942 | Bambi                                             | $267.997.843 ($3.449.353)R                           | $1.700.000–2.000.000     | [ # 145 ] [ # 146 ] [ # 147 ]                     |
| 1942 | Mrs. Miniver                                      | $8.878.000R                                          | $1.344.000               | [ # 148 ] [ # 149 ]                               |
| 1943 | Chuông nguyện hồn ai                              | $11.000.000R                                         | $2.681.298               | [ # 150 ] [ # 151 ] [ # 152 ]                     |
| 1943 | This Is the Army                                  | $9.555.586,44*R                                      | $1.400.000               | [ # 153 ] [ # 154 ] [ # 152 ]                     |
| 1944 | Going My Way                                      | $6.500.000*R                                         | $1.000.000               | [ # 155 ] [ # 156 ] [ # 157 ]                     |
| 1945 | Mom and Dad                                       | $80.000.000MD/$22.000.000R                           | $65.000                  | [ # 158 ]                                         |
| 1945 | The Bells of St. Mary's                           | $11.200.000R                                         | $1.600.000               | [ # 159 ]                                         |
| 1946 | Song of the South                                 | $65.000.000* ($3.300.000)R                           | $2.125.000               | [ # 160 ] [ # 161 ] [ # 162 ]                     |
| 1946 | The Best Years of Our Lives                       | $14.750.000R                                         | $2.100.000               | [ # 163 ] [ # 164 ]                               |
| 1946 | Duel in the Sun                                   | $10.000.000*R                                        | $5.255.000               | [ # 155 ] [ # 165 ]                               |
| 1947 | Forever Amber                                     | $8.000.000R                                          | $6.375.000               | [ # 110 ] [ # 165 ]                               |
| 1947 | Unconquered                                       | $7.500.000R UN                                       | $4.200.000               | [ # 166 ] [ # 167 ]                               |
| 1948 | Easter Parade                                     | $5.918.134R                                          | $2.500.000               | [ # 157 ] [ # 168 ]                               |
| 1948 | The Red Shoes                                     | $5.000.000*R                                         | £505.581 (~$2.000.000)   | [ # 155 ] [ # 169 ] [ # 170 ]                     |
| 1948 | The Snake Pit                                     | $4.100.000*R                                         | $3.800.000               | [ # 171 ] [ # 172 ]                               |
| 1949 | Samson and Delilah                                | $14.209.250R                                         | $3.097.563               | [ # 173 ] [ # 98 ]                                |
| 1950 | Cô bé lọ lem                                      | $263.591.415 ($20.000.000/$7.800.000R)               | $2.200.000               | [ # 174 ] [ # 175 ] [ # 176 ]                     |
| 1950 | King Solomon's Mines                              | $10.050.000R                                         | $2.258.000               | [ # 177 ]                                         |
| 1951 | Quo Vadis                                         | $21.037.000–26.700.000R                              | $7.623.000               | [ # 173 ] [ # 178 ] [ # 179 ]                     |
| 1952 | This Is Cinerama                                  | $50.000.000CI                                        | $1.000.000               | [ # 180 ] [ # 181 ]                               |
| 1952 | The Greatest Show on Earth                        | $18.350.000R GS                                      | $3.873.946               | [ # 182 ] [ # 183 ] [ # 98 ]                      |
| 1953 | Peter Pan                                         | $145.000.000 ($7.000.000)*R                          | $3.000.000–4.000.000     | [ # 184 ] [ # 185 ]                               |
| 1953 | The Robe                                          | $25.000.000–26.100.000R                              | $4.100.000               | [ # 186 ] [ # 187 ] [ # 179 ]                     |
| 1954 | Rear Window                                       | $24.500.000* ($5.300.000)*R                          | $1.000.000               | [ # 188 ] [ # 178 ]                               |
| 1954 | White Christmas                                   | $26.000.050* ($12.000.000)*R                         | $3.800.000               | [ # 189 ] [ # 190 ] [ # 191 ]                     |
| 1954 | Hai vạn dặm dưới biển                             | $25.000.134* ($6.800.000–8.000.000)*R                | $4.500.000–9.000.000     | [ # 192 ] [ # 193 ] [ # 155 ] [ # 194 ]           |
| 1955 | Tiểu thư và chàng lang thang                      | $187.000.000 ($6.500.000)*R                          | $4.000.000               | [ # 195 ] [ # 155 ] [ # 196 ]                     |
| 1955 | Cinerama Holiday                                  | $21.000.000CI                                        | $2.000.000               | [ # 197 ] [ # 198 ]                               |
| 1955 | Mister Roberts                                    | $9.900.000R                                          | $2.400.000               | [ # 199 ]                                         |
| 1956 | Mười điều răn                                     | $90.066.230R ($122.700.000/$55.200.000R)             | $13.270.000              | [ # 98 ] [ # 200 ] [ # 201 ]                      |
| 1957 | Cầu sông Kwai                                     | $30.600.000R                                         | $2.840.000               | [ # 201 ]                                         |
| 1958 | South Pacific                                     | $30.000.000R                                         | $5.610.000               | [ # 202 ]                                         |
| 1959 | Ben-Hur                                           | $90.000.000R ($146.900.000/$66.100.000R)             | $15.900.000              | [ # 203 ] [ # 204 ]                               |
| 1960 | Swiss Family Robinson                             | $30.000.000R                                         | $4.000.000               | [ # 205 ]                                         |
| 1960 | Spartacus                                         | $60.000.000 ($22.105.225)R                           | $10.284.014              | [ # 206 ] [ # 207 ]                               |
| 1960 | Psycho                                            | $50.000.000+ ($14.000.000)R                          | $800.000                 | [ # 208 ]                                         |
| 1961 | Một trăm linh một chú chó đốm                     | $303.000.000                                         | $3.600.000–4.000.000     | [ # 195 ] [ # 209 ] [ # 147 ]                     |
| 1961 | West Side Story                                   | $105.000.000 ($31.800.000)R                          | $7.000.000               | [ # 210 ] [ # 211 ]                               |
| 1962 | Lawrence xứ Ả Rập                                 | $77.324.852 ($69.995.385)                            | $13.800.000              | [ # 212 ] [ # 213 ]                               |
| 1962 | How the West Was Won                              | $35.000.000R                                         | $14.483.000              | [ # 214 ]                                         |
| 1962 | The Longest Day                                   | $33.200.000R                                         | $8.600.000               | [ # 211 ] [ # 213 ]                               |
| 1963 | Cleopatra                                         | $40.300.000R                                         | $31.115.000              | [ # 211 ] [ # 213 ]                               |
| 1963 | From Russia with Love                             | $78.900.000/$29.400.000R ($12.500.000)R              | $2.000.000               | [ # 215 ] [ # 216 ] [ # 217 ]                     |
| 1964 | My Fair Lady                                      | $55.000.000R                                         | $17.000.000              | [ # 218 ]                                         |
| 1964 | Goldfinger                                        | $124.900.000 ($46.000.000)R                          | $3.000.000               | [ # 215 ] [ # 217 ]                               |
| 1964 | Mary Poppins                                      | $44.000.000–$50.000.000R                             | $5.200.000               | [ # 219 ] [ # 218 ]                               |
| 1965 | The Sound of Music                                | $286.214.076 ($114.600.000)R                         | $8.000.000               | [ # 220 ] [ # 211 ]                               |
| 1966 | The Bible: In the Beginning                       | $25.325.000R                                         | $18.000.000              | [ # 207 ] [ # 221 ]                               |
| 1966 | Hawaii                                            | $34.562.222* ($15.600.000)*R                         | $15.000.000              | [ # 222 ] [ # 155 ]                               |
| 1966 | Who's Afraid of Virginia Woolf?                   | $33.736.689* ($14.500.000)*R                         | $7.613.000               | [ # 223 ] [ # 155 ] [ # 224 ]                     |
| 1967 | The Jungle Book                                   | $378.000.000 ($23.800.000)R                          | $3.900.000–4.000.000     | [ # 195 ] [ # 225 ] [ # 226 ] [ # 147 ]           |
| 1967 | The Graduate                                      | $85.000.000R                                         | $3.100.000               | [ # 227 ] [ # 228 ]                               |
| 1968 | 2001: A Space Odyssey                             | $141.000.000–190.000.000 ($21.900.000)R              | $10.300.000              | [ # 229 ] [ # 211 ]                               |
| 1968 | Funny Girl                                        | $80.000.000–100.000.000                              | $8.800.000               | [ # 230 ] [ # 231 ]                               |
| 1969 | Butch Cassidy and the Sundance Kid                | $152.308.525 ($37.100.000)R                          | $6.600.000               | [ # 232 ] [ # 211 ] [ # 228 ]                     |
| 1970 | Love Story                                        | $173.400.000 ($80.000.000)R                          | $2.260.000               | [ # 233 ] [ # 234 ] [ # 235 ]                     |
| 1971 | The French Connection                             | $75.000.000R                                         | $3.300.000               | [ # 110 ]                                         |
| 1971 | Fiddler on the Roof                               | $49.400.000R ($100.000.000/$45.100.000R)             | $9.000.000               | [ # 236 ] [ # 237 ]                               |
| 1971 | Diamonds Are Forever                              | $116.000.000 ($45.700.000)R                          | $7.200.000               | [ # 215 ] [ # 216 ]                               |
| 1972 | Bố già                                            | $246.120.974–287.000.000 ($127.600.000–142.000.000)R | $6.000.000–7.200.000     | [ # 238 ] [ # 237 ] [ # 239 ] [ # 240 ]           |
| 1973 | The Exorcist                                      | $413.071.948 ($112.300.000)R                         | $10.000.000              | [ # 241 ] [ # 242 ] [ # 243 ] [ # 244 ]           |
| 1973 | The Sting                                         | $115.000.000R                                        | $5.500.000               | [ # 245 ] [ # 246 ]                               |
| 1974 | The Towering Inferno                              | $203.336.412 ($104.838.000)R                         | $14.300.000              | [ # 247 ] [ # 248 ] [ # 249 ] [ # 244 ] [ # 250 ] |
| 1975 | Hàm cá mập                                        | $470.653.591 ($193.700.000)R                         | $9.000.000               | [ # 251 ] [ # 252 ] [ # 253 ]                     |
| 1976 | Rocky                                             | $225.000.000 ($77.100.000)R                          | $1.075.000               | [ # 254 ] [ # 237 ] [ # 255 ]                     |
| 1977 | Star Wars                                         | $775.398.007 ($530.000.000SW/$268.500.000R)          | $11.293.151              | [ # 256 ] [ # 257 ] [ # 237 ] [ # 258 ]           |
| 1978 | Grease                                            | $395.452.066 ($341.000.000)                          | $6.000.000               | [ # 259 ] [ # 260 ] [ # 227 ] [ # 261 ]           |
| 1979 | Moonraker                                         | $210.300.000                                         | $31.000.000              | [ # 215 ] [ # 262 ]                               |
| 1979 | Rocky II                                          | $200.182.289                                         | $7.000.000               | [ # 263 ] [ # 264 ] [ # 262 ]                     |
| 1980 | Đế chế phản công                                  | $547.969.004 ($413.562.607)SW                        | $23.000.000–32.000.000   | [ # 265 ] [ # 266 ]                               |
| 1981 | Indiana Jones và chiếc rương thánh tích           | $389.925.971 ($321.866.000–353.988.025)              | $18.000.000–22.800.000   | [ # 267 ]                                         |
| 1982 | E.T. Sinh vật ngoài hành tinh                     | $792.910.554 ($619.000.000–664.000.000)              | $10.500.000–12.200.000   | [ # 268 ] [ # 257 ] [ # 269 ] [ # 270 ]           |
| 1983 | Sự trở lại của Jedi                               | $475.106.177 ($385.845.197)SW                        | $32.500.000–42.700.000   | [ # 271 ] [ # 266 ]                               |
| 1984 | Indiana Jones và ngôi đền diệt vong               | $333.107.271                                         | $27.000.000–28.200.000   | [ # 272 ] [ # 273 ] [ # 274 ]                     |
| 1985 | Trở lại tương lai                                 | $389.053.797 ($381.109.762)                          | $19.000.000–22.000.000   | [ # 275 ] [ # 276 ]                               |
| 1986 | Top Gun                                           | $356.830.601 ($345.000.000)                          | $14.000.000–19.000.000   | [ # 277 ] [ # 278 ] [ # 273 ]                     |
| 1987 | Fatal Attraction                                  | $320.145.905                                         | $14.000.000              | [ # 279 ] [ # 273 ]                               |
| 1988 | Rain Man                                          | $354.825.476                                         | $30.000.000              | [ # 280 ] [ # 281 ]                               |
| 1989 | Indiana Jones và cuộc thập tự chinh cuối cùng     | $474.171.806–494.000.000                             | $36.000.000–55.400.000   | [ # 282 ] [ # 273 ] [ # 283 ]                     |
| 1990 | Ghost                                             | $505.870.681 ($505,702,588)                          | $22.000.000              | [ # 284 ] [ # 273 ]                               |
| 1991 | Kẻ hủy diệt 2: Ngày phán xét                      | $523.774.456 ($519,843,345)                          | $94.000.000              | [ # 285 ] [ # 286 ]                               |
| 1992 | Aladdin                                           | $504.050.045                                         | $28.000.000              | [ # 287 ] [ # 147 ]                               |
| 1993 | Công viên kỷ Jura                                 | $1.029.939.903 ($914.691.118)                        | $63.000.000–70.000.000   | [ # 82 ]                                          |
| 1994 | Vua sư tử                                         | $968.483.777 ($763.455.561)                          | $45.000.000–79.300.000   | [ # 288 ]                                         |
| 1995 | Câu chuyện đồ chơi                                | $373.554.033 ($364.873.776)                          | $30.000.000              | [ # 289 ] [ # 290 ]                               |
| 1995 | Die Hard with a Vengeance                         | $366.101.666                                         | $70.000.000              | [ # 291 ] [ # 292 ]                               |
| 1996 | Independence Day                                  | $817.400.891                                         | $75.000.000              | [ # 293 ]                                         |
| 1997 | Titanic                                           | $2.187.463.944 ($1.843.201.268)                      | $200.000.000             | [ # 7 ]                                           |
| 1998 | Ngày tận thế                                      | $553.709.626                                         | $140.000.000             | [ # 294 ] [ # 295 ]                               |
| 1999 | Star Wars: Tập I – Hiểm họa bóng ma               | $1.027.044.677 ($924.317.558)                        | $115.000.000–127.500.000 | [ # 80 ] [ # 266 ]                                |
| 2000 | Nhiệm vụ bất khả thi 2                            | $546.388.105                                         | $100.000.000–125.000.000 | [ # 296 ] [ # 273 ]                               |
| 2001 | Harry Potter và Hòn đá Phù thủy                   | $1.006.968.171 ($974.755.371)                        | $125.000.000             | [ # 297 ]                                         |
| 2002 | Chúa tể những chiếc nhẫn: Hai tòa tháp            | $947.495.095 ($936.689.735)                          | $94.000.000              | [ # 298 ]                                         |
| 2003 | Chúa tể những chiếc nhẫn: Sự trở lại của nhà vua  | $1.146.030.912 ($1.140.682.011)                      | $94.000.000              | [ # 56 ]                                          |
| 2004 | Shrek 2                                           | $919.838.758                                         | $150.000.000             | [ # 299 ]                                         |
| 2005 | Harry Potter và Chiếc cốc lửa                     | $896.346.413 ($895.921.036)                          | $150.000.000             | [ # 300 ]                                         |
| 2006 | Cướp biển vùng Caribbe 2: Chiếc rương tử thần     | $1.066.179.725                                       | $225.000.000             | [ # 73 ]                                          |
| 2007 | Cướp biển vùng Caribbean 3: Nơi tận cùng thế giới | $963.420.425                                         | $300.000.000             | [ # 301 ]                                         |
| 2008 | Kỵ sĩ bóng đêm                                    | $1.004.558.444 ($997.039.412)                        | $185.000.000             | [ # 302 ]                                         |
| 2009 | Avatar                                            | $2.847.246.203 ($2.743.577.587)                      | $237.000.000             | [ # 1 ]                                           |
| 2010 | Câu chuyện đồ chơi 3                              | $1.066.969.703                                       | $200.000.000             | [ # 71 ]                                          |
| 2011 | Harry Potter và Bảo bối tử thần – Phần 2          | $1.342.025.430 ($1.341.511.219)                      | $250.000.000HP           | [ # 37 ]                                          |
| 2012 | The Avengers                                      | $1.518.812.988                                       | $220.000.000             | [ # 22 ]                                          |
| 2013 | Nữ hoàng băng giá                                 | $1,306,450,154 ($1,280,802,282)                      | $150.000.000             | [ # 44 ]                                          |
| 2014 | Transformers 4: Kỷ nguyên hủy diệt                | $1.104.039.076                                       | $210.000.000             | [ # 64 ]                                          |
| 2015 | Star Wars: Thần lực thức tỉnh                     | $2.068.223.624                                       | $245.000.000             | [ # 11 ]                                          |
| 2016 | Captain America: Nội chiến siêu anh hùng          | $1.153.329.473 ($1.153.296.293)                      | $250.000.000             | [ # 53 ]                                          |
| 2017 | Star Wars: Jedi cuối cùng                         | $1.332.539.889                                       | $200.000.000             | [ # 41 ]                                          |
| 2018 | Avengers: Cuộc chiến vô cực                       | $2.048.359.754                                       | $316.000.000–400.000.000 | [ # 13 ] [ # 303 ]                                |
| 2019 | Avengers: Hồi kết                                 | $2.797.501.328                                       | $356.000.000             | [ # 3 ]                                           |
| 2020 | Thanh gươm diệt quỷ: Chuyến tàu vô tận            | $447.691.934                                         | $15.800.000              | [ # 304 ]                                         |
| 2021 | Spider-Man: No Way Home                           | $1,914,098,795 ($1,905,293,477)                      | $200.000.000             |                                                   |
| 2022 | Avatar: The Way of Water                          | $2,309,660,236                                       | $350.000.000–400.000.000 |                                                   |
| 2023 | Barbie                                            | $1,445,638,421                                       | $100.000.000             |                                                   |
| 2024 | Inside Out 2                                      | $1,698,863,816                                       | $200.000.000             |                                                   |
| 2025 | Ne Zha 2                                          | $2.216.990.000                                       | $60.000.000              |                                                   |

(...) Do doanh thu không giới hạn trong lần công chiếu đầu tiên, doanh thu của lần chiếu đầu được để trong ngoặc sau tổng doanh thu nếu có.
*Doanh thu ở Hoa Kỳ và Canada. 
RTiền thuê nhà phân phối. 
TBAChưa xác định. 
INKhông có nguồn hiện đại nào cung cấp số liệu cho Hai vạn dặm dưới biển, tuy nhiên The Numbers đưa ra con số 8.000.000 USD cho doanh thu phòng vé Bắc Mỹ. Tuy nhiên, nhiều khả năng con số này bị nhầm với doanh thu của bản làm lại năm 1954, cũng thu về 8.000.000 USD tiền thuê ở Bắc Mỹ. 
FHMột số nguồn như The Numbers khẳng định Aloma of the South Seas là phim ăn khách nhất năm, thu về 3 triệu USD. Tuy nhiên, không có nguồn hiện đại nào cung cấp số liệu cho Aloma of the South Seas, cho nên không rõ con số 3 triệu USD đến từ đâu. Nếu là tổng tiền thuê thì nó sẽ là một trong những phim ăn khách nhất của thời kỳ phim câm, một điều khó xảy ra khi mà cả International Motion Picture Almanac và Variety không đưa bộ phim vào danh sách của họ. 
SSKhông rõ số liệu của Sunny Side Up là của Bắc Mỹ hay quốc tế. Những nguồn khác đưa ra con số doanh thu 2 triệu USD, dẫn đến ý kiến cho rằng con số cao hơn là số liệu phòng vé quốc tế. 
ONSố liệu của It Happened One Night không hoàn toàn thể hiện thành công của nó: bộ phim được phân phối trong một gói gồm hơn hai mươi phim Columbia khác, và tổng doanh thu được tính trung bình; doanh thu thật sự sẽ cao hơn nhiều. 
S7Doanh thu 418 triệu USD của Bạch Tuyết không tính doanh thu ngoài Bắc Mỹ kể từ năm 1987. 
GWDoanh thu từ lần chiếu đầu của Cuốn theo chiều gió không được xác định rõ ràng. Các nguồn hiện đại hay đưa ra con số 32 triệu USD Tiền thuê nội địa và các bảng xếp hạng thường sử dụng con số này;tuy nhiên, nhiều khả năng đây là tiền thuê quốc tế. Tạp chí thương mại thu thập dữ liệu từ các nhà phân phối hoặc khảo sát các rạp chiếu phim và đưa ra ước tính. Các nhà phân phối thường công bố con số tiền thuê quốc tế vì doanh thu cao hơn làm bộ phim có vẻ thành công hơn, trong khi các ước tính chỉ giới hạn trong phòng vé Bắc Mỹ; do đó không quá lạ khi số Tiền thuê nội địa và quốc tế bị lẫn lộn. Sau khi Thế chiến thứ hai nổ ra, nhiều thị trường quốc tế phải đóng cửa nên thông lệ trở thành báo cáo con số phòng vé Bắc Mỹ. Theo đó, Tiền thuê nội địa của Cuốn theo chiều gió được điều chỉnh thành 21 triệu USD năm 1947 (11 triệu USD thấp hơn con số trước đó), và đến năm 1953—sau lần tái chiếu năm 1947—Variety thông báo doanh thu là 26 triệu USD. Trong năm 1956, MGM ghi nhận doanh thu ở Bắc Mỹ là 30.015.000 USD và quốc tế là $18.964.000 qua ba lần chiếu. Tiền thuê quốc tế 32 triệu USD từ lần chiếu đầu khớp với số liệu sau đó: chúng cho thấy bộ phim thu về 21 triệu USD ở Bắc Mỹ và 11 triệu USD ngoài Bắc Mỹ từ lần chiếu đầu, và thu về thêm 9 triệu USD ở Bắc Mỹ và 8 triệu USD ngoài Bắc Mỹ qua những lần tái chiếu cho đến năm 1956. 
MDMom and Dad thường không xuất hiện trong các danh sách phim có doanh thu cao như của Variety do được phân phối độc lập. Về cơ bản là phim thương mại, nó được quảng bá là bộ phim giáo dục sức khỏe tình dục để tránh luật kiểm duyệt. Không tuân thủ Luật Sản xuất Phim Điện ảnh, Mom and Dad bị cấm phân phối rộng rãi mà chỉ được chiếu trong các rạp phim độc lập và drive-in. Đây là bộ phim thành công nhất thể loại, và vẫn được phân phối cho đến thập niên 1970 khi mà Khiêu dâm hardcore dần chiếm lĩnh thị trường. Đến cuối năm 1947 bộ phim thu về 2 triệu USD, và đến năm 1949, 8 triệu; đến năm 1956 nó đã thu về 22 triệu USD tiền thuê, với tổng doanh thu 80 triệu USD, và lọt vào top 10 bộ phim cuối những năm 1940, đầu những năm 1950. Các ước tính tổng doanh thu lên đến con số 100 triệu USD. 
UNChopra-Gant nói con số của Unconquered là doanh thu Bắc Mỹ, nhưng cũng như nhiều bộ phim khác thời đó, danh sách nhầm lẫn giữa doanh thu Bắc Mỹ và quốc tế. Các nguồn khác nói rằng con số của Forever Amber (8 triệu USD) và Life with Father (6,5 triệu USD) là tiền thuê quốc tế, do đó có khả năng điều này cũng đúng với Unconquered. 
CICon số của Cinerama là tổng doanh thu. Vì Cinerama sở hữu các rạp chiếu phim nên không có phí thuê cho các bộ phim này, tức hãng làm phim nhận 100% doanh thu phòng vé, không như hầu hết các phim khác trong đó nhà phân phối thường nhận được không quá nửa doanh thu. Vì Variety vào thời điểm đó xếp hạng phim theo tiền thuê ở Mỹ, họ đưa ra một con số giả định cho các phim của Cinerama để so sánh với những phim khác trong bảng xếp hạng: trong trường hợp của This Is Cinerama, con số 50 triệu USD doanh thu toàn cầu được tính lại thành 12,5 triệu tiền thuê ở Mỹ; có vẻ như công thức của Variety là chia đôi doanh thu để xấp xỉ doanh thu ở Mỹ, và chia đôi lần nữa để xấp xỉ tiền thuê. Con số 12,5 triệu này của Variety thường được trích dẫn, nhưng không thể hiện khách quan con số thực của bộ phim mà chỉ là số liệu giả định được đưa ra để phân tích so sánh. Cả năm phin Cinerama cộng lại đã thu về 120 triệu USD doanh thu phòng vé trên toàn thế giới. 
GSVariety đưa ra tiền thuê quốc tế của The Greatest Show on Earth vào khoảng 18,35 triệu USD (với 12,8 triệu USD đến từ Hoa Kỳ) một năm sau khi phát hành; tuy nhiên, Birchard ước tính doanh thu của bộ phim là 15 triệu USD cho đến năm 1962. Nhiều khả năng con số của Birchard chỉ là tiền thuê ở Bắc Mỹ, và tính cả doanh thu từ các lần tái chiếu năm 1954 và 1960. 
SWDoanh thu "lần chiếu đầu" của Star Wars không tính các lần chiếu phiên bản đặc biệt năm 1997; tuy nhiên, con số này có tính doanh thu từ các lần tái chiếu trước đó. 
HPKinh phí sản xuất được tính chung với Harry Potter và Bảo bối tử thần – Phần 1. 

## Loạt phim và thương hiệu có doanh thu cao nhất
Trước năm 2000, chỉ có bảy loạt phim có doanh thu phòng vé hơn 1 tỷ đô la Mỹ: James Bond, Star Wars, Indiana Jones, Rocky, Batman, Công viên kỷ Jura, và Star Trek. Kể từ đầu thế kỷ, con số đã tăng lên hơn 70 (không tính những bom tấn đơn lẻ như Avatar, Titanic, và Zootopia). Điều này chủ yếu vì lạm phát và sự tăng trưởng của thị trường, nhưng cũng bởi việc sử dụng mô hình thương hiệu của Hollywood: những phim với danh tiếng có sẵn, như là dựa trên một nguyên tác văn học hoặc một nhân vật nổi tiếng. Phương pháp này dựa trên ý tưởng rằng phim liên quan đến những thứ khán giả đã biết có thể được quảng bá hiệu quả hơn, và do đó giới trong ngành gọi là phim "bán trước".
Một thương hiệu thường được định nghĩa là ít nhất hai tác phẩm dựa trên một tài sản trí tuệ chung. Một đặc trưng cơ bản của mô hình thương hiệu là khái niệm crossover, nghĩa là "một câu chuyện mà trong đó nhân vật hay ý tưởng từ hai hoặc nhiều tác phẩm khác gặp nhau". Một hệ quả của crossover là tài sản trí tuệ có thể được sử dụng bởi nhiều hơn một thương hiệu. Ví dụ, Batman đại chiến Superman: Ánh sáng công lý không chỉ thuộc về thương hiệu Batman và Superman, mà còn thuộc Vũ trụ Mở rộng DC, một vũ trụ liên kết, một loại crossover mà trong đó nhân vật từ các tác phẩm hư cấu khác nhau cùng chia sẻ một thế giới hư cấu chung. Vũ trụ liên kết thành công nhất trên màn ảnh là Vũ trụ Điện ảnh Marvel, một crossover giữa nhiều tài sản siêu anh hùng sở hữu bởi Marvel Comics, và là thương hiệu ăn khách nhất với doanh thu phòng vé hơn 25 tỷ đô la Mỹ.
Loạt phim Star Wars là thương hiệu ăn khách nhất dựa trên một tài sản duy nhất, thu về hơn 10 tỷ USD tại phòng vé (tuy nhiên các phim James Bond của Eon thu về hơn 18 tỷ USD khi được điều chỉnh lạm phát). Nếu tính cả các nguồn thu bổ sung thì Star Wars là tài sản có giá trị nhất; giữ kỷ lục Guinness cho "thương hiệu phim ảnh thành công nhất" và được định giá vào mức 19,51 tỷ bảng Anh năm 2012 (khoảng 30 tỷ USD). Vũ trụ Điện ảnh Marvel có nhiều phim trên 1 tỷ USD nhất với 9 phim. Bốn bộ phim Avengers và hai bộ phim Frozen là hai thương hiệu có mỗi phần đều có doanh thu hơn 1 tỷ USD. Cùng với Vua sư tử, đây cũng là những thương hiệu duy nhất có mức doanh thu trung bình đạt trên 1 tỷ USD mỗi phim.
   Nền tô màu chỉ những phim đang được chiếu trong tuần từ ngày 18 tháng 7 năm 2025 tại các rạp trên toàn thế giới.
| Hạng | Loạt phim | Tổng doanh thu toàn cầu | Số phim | Trung bình phim | Phim có doanh thu cao nhất |
| ---- | --------- | ----------------------- | ------- | --------------- | -------------------------- |

|   | Giai đoạn 5                              | $3.662.979.013 | 6 | $610.496.502 | Deadpool & Wolverine ($1.338.073.645) |
| 1 | Deadpool & Wolverine (2024)              | $1.338.073.645 |   |              |                                       |
| 2 | Guardians of the Galaxy Vol. 3 (2023)    | $845.522.394   |   |              |                                       |
| 3 | Ant-Man and the Wasp: Quantumania (2023) | $476.071.180   |   |              |                                       |
| 4 | Captain America: Brave New World (2025)  | $415.101.577   |   |              |                                       |
| 5 | Thunderbolts* (2025)                     | $382.073.392   |   |              |                                       |
| 6 | The Marvels (2023)                       | $206.136.825   |   |              |                                       |

|   | Giai đoạn 4                                        | $5.711.631.956 | 7 | $815.947.422 | Spider-Man: No Way Home ($1.920.544.470) |
| 1 | Spider-Man: No Way Home (2021)                     | $1.921.847.111 |   |              |                                          |
| 2 | Doctor Strange in the Multiverse of Madness (2022) | $955.775.804   |   |              |                                          |
| 3 | Black Panther: Wakanda Forever (2022)              | $859.208.836   |   |              |                                          |
| 4 | Thor: Love and Thunder (2022)                      | $760.740.359   |   |              |                                          |
| 5 | Shang-Chi and the Legend of the Ten Rings (2021)   | $432.243.292   |   |              |                                          |
| 6 | Eternals (2021)                                    | $402.064.899   |   |              |                                          |
| 7 | Black Widow (2021)                                 | $379.751.655   |   |              |                                          |

|    | Giai đoạn 3                                     | $13.504.967.341 | 11 | $1.227.724.304 | Avengers: Hồi kết ($2.797.501.328) |
| 1  | Avengers: Hồi kết (2019)                        | $2.797.501.328  |    |                |                                    |
| 2  | Avengers: Cuộc chiến vô cực (2018)              | $2.048.359.754  |    |                |                                    |
| 3  | Black Panther: Chiến binh Báo Đen (2018)        | $1.347.280.838  |    |                |                                    |
| 4  | Captain America: Nội chiến siêu anh hùng (2016) | $1.153.329.473  |    |                |                                    |
| 5  | Người Nhện xa nhà (2019)                        | $1.131.928.519  |    |                |                                    |
| 6  | Đại úy Marvel (2019)                            | $1.128.274.794  |    |                |                                    |
| 7  | Người Nhện: Trở về nhà (2017)                   | $880.166.924    |    |                |                                    |
| 8  | Vệ binh dải Ngân Hà 2 (2017)                    | $863.756.051    |    |                |                                    |
| 9  | Thor: Tận thế Ragnarok (2017)                   | $853.977.126    |    |                |                                    |
| 10 | Doctor Strange (2016)                           | $677.718.395    |    |                |                                    |
| 11 | Người Kiến và Chiến binh Ong (2018)             | $622.674.139    |    |                |                                    |

|   | Giai đoạn 2                                 | $5.271.691.209 | 6 | $878.615.202 | Avengers: Đế chế Ultron ($1.405.403.694) |
| 1 | Avengers: Đế chế Ultron (2015)              | $1.405.403.694 |   |              |                                          |
| 2 | Người Sắt 3 (2013)                          | $1.214.811.252 |   |              |                                          |
| 3 | Vệ binh dải Ngân Hà (2014)                  | $773.328.629   |   |              |                                          |
| 4 | Captain America: Chiến binh mùa đông (2014) | $714.264.267   |   |              |                                          |
| 5 | Thor 2: Thế giới Bóng tối (2013)            | $644.571.402   |   |              |                                          |
| 6 | Người Kiến (2015)                           | $519.311.965   |   |              |                                          |

|   | Giai đoạn 1                                 | $3.811.244.484 | 6 | $635.207.414 | The Avengers ($1.518.812.988) |
| 1 | The Avengers (2012)                         | $1.518.812.988 |   |              |                               |
| 2 | Người Sắt 2 (2010)                          | $623.933.331   |   |              |                               |
| 3 | Người Sắt (2008)                            | $585.174.222   |   |              |                               |
| 4 | Thor (2011)                                 | $449.326.618   |   |              |                               |
| 5 | Captain America: Kẻ báo thù đầu tiên (2011) | $370.569.774   |   |              |                               |
| 6 | Người khổng lồ xanh phi thường (2008)       | $263.427.551   |   |              |                               |

|   | Giai đoạn 5                              | $3.662.979.013 | 6 | $610.496.502 | Deadpool & Wolverine ($1.338.073.645) |
| 1 | Deadpool & Wolverine (2024)              | $1.338.073.645 |   |              |                                       |
| 2 | Guardians of the Galaxy Vol. 3 (2023)    | $845.522.394   |   |              |                                       |
| 3 | Ant-Man and the Wasp: Quantumania (2023) | $476.071.180   |   |              |                                       |
| 4 | Captain America: Brave New World (2025)  | $415.101.577   |   |              |                                       |
| 5 | Thunderbolts* (2025)                     | $382.073.392   |   |              |                                       |
| 6 | The Marvels (2023)                       | $206.136.825   |   |              |                                       |

|   | Giai đoạn 4                                        | $5.711.631.956 | 7 | $815.947.422 | Spider-Man: No Way Home ($1.920.544.470) |
| 1 | Spider-Man: No Way Home (2021)                     | $1.921.847.111 |   |              |                                          |
| 2 | Doctor Strange in the Multiverse of Madness (2022) | $955.775.804   |   |              |                                          |
| 3 | Black Panther: Wakanda Forever (2022)              | $859.208.836   |   |              |                                          |
| 4 | Thor: Love and Thunder (2022)                      | $760.740.359   |   |              |                                          |
| 5 | Shang-Chi and the Legend of the Ten Rings (2021)   | $432.243.292   |   |              |                                          |
| 6 | Eternals (2021)                                    | $402.064.899   |   |              |                                          |
| 7 | Black Widow (2021)                                 | $379.751.655   |   |              |                                          |

|    | Giai đoạn 3                                     | $13.504.967.341 | 11 | $1.227.724.304 | Avengers: Hồi kết ($2.797.501.328) |
| 1  | Avengers: Hồi kết (2019)                        | $2.797.501.328  |    |                |                                    |
| 2  | Avengers: Cuộc chiến vô cực (2018)              | $2.048.359.754  |    |                |                                    |
| 3  | Black Panther: Chiến binh Báo Đen (2018)        | $1.347.280.838  |    |                |                                    |
| 4  | Captain America: Nội chiến siêu anh hùng (2016) | $1.153.329.473  |    |                |                                    |
| 5  | Người Nhện xa nhà (2019)                        | $1.131.928.519  |    |                |                                    |
| 6  | Đại úy Marvel (2019)                            | $1.128.274.794  |    |                |                                    |
| 7  | Người Nhện: Trở về nhà (2017)                   | $880.166.924    |    |                |                                    |
| 8  | Vệ binh dải Ngân Hà 2 (2017)                    | $863.756.051    |    |                |                                    |
| 9  | Thor: Tận thế Ragnarok (2017)                   | $853.977.126    |    |                |                                    |
| 10 | Doctor Strange (2016)                           | $677.718.395    |    |                |                                    |
| 11 | Người Kiến và Chiến binh Ong (2018)             | $622.674.139    |    |                |                                    |

|   | Giai đoạn 2                                 | $5.271.691.209 | 6 | $878.615.202 | Avengers: Đế chế Ultron ($1.405.403.694) |
| 1 | Avengers: Đế chế Ultron (2015)              | $1.405.403.694 |   |              |                                          |
| 2 | Người Sắt 3 (2013)                          | $1.214.811.252 |   |              |                                          |
| 3 | Vệ binh dải Ngân Hà (2014)                  | $773.328.629   |   |              |                                          |
| 4 | Captain America: Chiến binh mùa đông (2014) | $714.264.267   |   |              |                                          |
| 5 | Thor 2: Thế giới Bóng tối (2013)            | $644.571.402   |   |              |                                          |
| 6 | Người Kiến (2015)                           | $519.311.965   |   |              |                                          |

|   | Giai đoạn 1                                 | $3.811.244.484 | 6 | $635.207.414 | The Avengers ($1.518.812.988) |
| 1 | The Avengers (2012)                         | $1.518.812.988 |   |              |                               |
| 2 | Người Sắt 2 (2010)                          | $623.933.331   |   |              |                               |
| 3 | Người Sắt (2008)                            | $585.174.222   |   |              |                               |
| 4 | Thor (2011)                                 | $449.326.618   |   |              |                               |
| 5 | Captain America: Kẻ báo thù đầu tiên (2011) | $370.569.774   |   |              |                               |
| 6 | Người khổng lồ xanh phi thường (2008)       | $263.427.551   |   |              |                               |

|   | Loạt phim Raimi     | $2.496.346.518 | 3 | $832.115.506 | Spider-Man 3 ($890.871.626) |
| 1 | Người Nhện 3 (2007) | $890.871.626   |   |              |                             |
| 2 | Người Nhện (2002)   | $821.708.551   |   |              |                             |
| 3 | Người Nhện 2 (2004) | $783.766.341   |   |              |                             |

|   | Vũ trụ Điện ảnh Marvel           | $3.933.942.554 | 3 | $1.311.314.185 | Người Nhện: Không còn nhà ($1.921.847.111) |
| 1 | Người Nhện: Không còn nhà (2021) | $1.921.847.111 |   |                |                                            |
| 2 | Người Nhện xa nhà (2019)         | $1.131.928.519 |   |                |                                            |
| 3 | Trở về nhà (2017)                | $880.166.924   |   |                |                                            |

|   | Vũ trụ Người Nhện của Sony      | $2.171.872.891 | 6 | $361.978.815 | Venom ($856.085.151) |
| 1 | Venom (2018)                    | $856.085.151   |   |              |                      |
| 2 | Venom: Đối mặt tử thù (2021)    | $506.813.864   |   |              |                      |
| 3 | Venom: Kèo cuối (2024)          | $478.937.618   |   |              |                      |
| 4 | Morbius (2022)                  | $167.460.961   |   |              |                      |
| 5 | Madame Web (2024)               | $100.498.764   |   |              |                      |
| 6 | Kraven: Thợ săn thủ lĩnh (2024) | $62.076.533    |   |              |                      |

|   | Loạt phim Webb                | $1.466.912.986 | 2 | $733.456.493 | Người Nhện siêu đẳng ($757.930.663) |
| 1 | Người Nhện siêu đẳng (2012)   | $757.930.663   |   |              |                                     |
| 2 | Người Nhện siêu đẳng 2 (2014) | $708.982.323   |   |              |                                     |

|   | Spider-Verse                           | $1.065.471.847 | 2 | $532.735.924 | Người Nhện: Du hành Vũ trụ Nhện ($675.477.893) |
| 1 | Người Nhện: Du hành Vũ trụ Nhện (2023) | $690.001.944   |   |              |                                                |
| 2 | Người Nhện: Vũ trụ mới (2018)          | $375.469.903   |   |              |                                                |

|   | Loạt phim Raimi     | $2.496.346.518 | 3 | $832.115.506 | Spider-Man 3 ($890.871.626) |
| 1 | Người Nhện 3 (2007) | $890.871.626   |   |              |                             |
| 2 | Người Nhện (2002)   | $821.708.551   |   |              |                             |
| 3 | Người Nhện 2 (2004) | $783.766.341   |   |              |                             |

|   | Vũ trụ Điện ảnh Marvel           | $3.933.942.554 | 3 | $1.311.314.185 | Người Nhện: Không còn nhà ($1.921.847.111) |
| 1 | Người Nhện: Không còn nhà (2021) | $1.921.847.111 |   |                |                                            |
| 2 | Người Nhện xa nhà (2019)         | $1.131.928.519 |   |                |                                            |
| 3 | Trở về nhà (2017)                | $880.166.924   |   |                |                                            |

|   | Vũ trụ Người Nhện của Sony      | $2.171.872.891 | 6 | $361.978.815 | Venom ($856.085.151) |
| 1 | Venom (2018)                    | $856.085.151   |   |              |                      |
| 2 | Venom: Đối mặt tử thù (2021)    | $506.813.864   |   |              |                      |
| 3 | Venom: Kèo cuối (2024)          | $478.937.618   |   |              |                      |
| 4 | Morbius (2022)                  | $167.460.961   |   |              |                      |
| 5 | Madame Web (2024)               | $100.498.764   |   |              |                      |
| 6 | Kraven: Thợ săn thủ lĩnh (2024) | $62.076.533    |   |              |                      |

|   | Loạt phim Webb                | $1.466.912.986 | 2 | $733.456.493 | Người Nhện siêu đẳng ($757.930.663) |
| 1 | Người Nhện siêu đẳng (2012)   | $757.930.663   |   |              |                                     |
| 2 | Người Nhện siêu đẳng 2 (2014) | $708.982.323   |   |              |                                     |

|   | Spider-Verse                           | $1.065.471.847 | 2 | $532.735.924 | Người Nhện: Du hành Vũ trụ Nhện ($675.477.893) |
| 1 | Người Nhện: Du hành Vũ trụ Nhện (2023) | $690.001.944   |   |              |                                                |
| 2 | Người Nhện: Vũ trụ mới (2018)          | $375.469.903   |   |              |                                                |

| 3  | Disney Live-Action                     | $10.872.471.240 | 17 | $639.557.132 | The Lion King ($1.656.943.394) |
| 1  | The Lion King (2019)                   | $1.656.943.394  |    |              |                                |
| 2  | Beauty and the Beast (2017)            | $1.263.521.126  |    |              |                                |
| 3  | Aladdin (2019)                         | $1.050.693.953  |    |              |                                |
| 4  | Alice in Wonderland (2010)             | $1.025.467.110  |    |              |                                |
| 5  | The Jungle Book (2016)                 | $966.550.600    |    |              |                                |
| 6  | Maleficent (2014)                      | $758.410.378    |    |              |                                |
| 7  | Mufasa: Vua Sư Tử (2024)               | $722.631.756    |    |              |                                |
| 8  | The Little Mermaid (2023)              | $569.626.289    |    |              |                                |
| 9  | Cinderella (2015)                      | $542.351.353    |    |              |                                |
| 10 | Maleficent: Mistress of Evil (2019)    | $491.730.089    |    |              |                                |
| 11 | Dumbo: Chú Voi Biết Bay (2019)         | $353.284.621    |    |              |                                |
| 12 | Mary Poppins Returns (2018)            | $349.537.494    |    |              |                                |
| 13 | 101 Dalmatians (1996)                  | $320.689.294    |    |              |                                |
| 14 | Alice Through the Looking Glass (2016) | $299.820.798    |    |              |                                |
| 15 | Cruella (2021)                         | $233.503.234    |    |              |                                |
| 16 | Christopher Robin (2018)               | $197.744.377    |    |              |                                |
| 17 | Mulan (2020)                           | $69.965.374     |    |              |                                |

|   | Bộ ba hậu truyện                | $4.474.907.761 | 3 | $1.491.635.920 | Thần lực thức tỉnh ($2.068.223.624) |
| 1 | VII – Thần lực thức tỉnh (2015) | $2.068.223.624 |   |                |                                     |
| 2 | VIII – Jedi cuối cùng (2017)    | $1.332.539.889 |   |                |                                     |
| 3 | IX – Skywalker trỗi dậy (2019)  | $1.074.144.248 |   |                |                                     |

|   | Bộ ba tiền truyện                         | $2.525.197.773 | 3 | $841.732.591 | Hiểm họa bóng ma ($1.027.044.677) |
| 1 | I – Hiểm họa bóng ma (1999)               | $1.027.044.677 |   |              |                                   |
| 2 | III – Sự báo thù của người Sith (2005)    | $848.754.768   |   |              |                                   |
| 3 | II – Sự xâm lăng của người Vô tính (2002) | $649.398.328   |   |              |                                   |

|   | Bộ ba chính truyện              | $1.798.473.188 | 3 | $599.491.063 | A New Hope ($775.398.007) |
| 1 | IV – Niềm hi vọng mới (1977)    | $775.398.007   |   |              |                           |
| 2 | V – Đế chế phản công (1980)     | $547.969.004   |   |              |                           |
| 3 | VI – Sự trở lại của Jedi (1983) | $475.106.177   |   |              |                           |

|   | Bộ ba hậu truyện                | $4.474.907.761 | 3 | $1.491.635.920 | Thần lực thức tỉnh ($2.068.223.624) |
| 1 | VII – Thần lực thức tỉnh (2015) | $2.068.223.624 |   |                |                                     |
| 2 | VIII – Jedi cuối cùng (2017)    | $1.332.539.889 |   |                |                                     |
| 3 | IX – Skywalker trỗi dậy (2019)  | $1.074.144.248 |   |                |                                     |

|   | Bộ ba tiền truyện                         | $2.525.197.773 | 3 | $841.732.591 | Hiểm họa bóng ma ($1.027.044.677) |
| 1 | I – Hiểm họa bóng ma (1999)               | $1.027.044.677 |   |              |                                   |
| 2 | III – Sự báo thù của người Sith (2005)    | $848.754.768   |   |              |                                   |
| 3 | II – Sự xâm lăng của người Vô tính (2002) | $649.398.328   |   |              |                                   |

|   | Bộ ba chính truyện              | $1.798.473.188 | 3 | $599.491.063 | A New Hope ($775.398.007) |
| 1 | IV – Niềm hi vọng mới (1977)    | $775.398.007   |   |              |                           |
| 2 | V – Đế chế phản công (1980)     | $547.969.004   |   |              |                           |
| 3 | VI – Sự trở lại của Jedi (1983) | $475.106.177   |   |              |                           |

|   | Phim hợp tuyển   | $1.448.982.080 | 2 | $724.491.040 | Rogue One ($1.056.057.273) |
| 1 | Rogue One (2016) | $1.056.057.273 |   |              |                            |
| 2 | Solo (2018)      | $392.924.807   |   |              |                            |

|  | The Clone Wars (2008) | $68.282.844 |  |  |  |

|   | Bộ ba hậu truyện                | $4.474.907.761 | 3 | $1.491.635.920 | Thần lực thức tỉnh ($2.068.223.624) |
| 1 | VII – Thần lực thức tỉnh (2015) | $2.068.223.624 |   |                |                                     |
| 2 | VIII – Jedi cuối cùng (2017)    | $1.332.539.889 |   |                |                                     |
| 3 | IX – Skywalker trỗi dậy (2019)  | $1.074.144.248 |   |                |                                     |

|   | Bộ ba tiền truyện                         | $2.525.197.773 | 3 | $841.732.591 | Hiểm họa bóng ma ($1.027.044.677) |
| 1 | I – Hiểm họa bóng ma (1999)               | $1.027.044.677 |   |              |                                   |
| 2 | III – Sự báo thù của người Sith (2005)    | $848.754.768   |   |              |                                   |
| 3 | II – Sự xâm lăng của người Vô tính (2002) | $649.398.328   |   |              |                                   |

|   | Bộ ba chính truyện              | $1.798.473.188 | 3 | $599.491.063 | A New Hope ($775.398.007) |
| 1 | IV – Niềm hi vọng mới (1977)    | $775.398.007   |   |              |                           |
| 2 | V – Đế chế phản công (1980)     | $547.969.004   |   |              |                           |
| 3 | VI – Sự trở lại của Jedi (1983) | $475.106.177   |   |              |                           |

|   | Bộ ba hậu truyện                | $4.474.907.761 | 3 | $1.491.635.920 | Thần lực thức tỉnh ($2.068.223.624) |
| 1 | VII – Thần lực thức tỉnh (2015) | $2.068.223.624 |   |                |                                     |
| 2 | VIII – Jedi cuối cùng (2017)    | $1.332.539.889 |   |                |                                     |
| 3 | IX – Skywalker trỗi dậy (2019)  | $1.074.144.248 |   |                |                                     |

|   | Bộ ba tiền truyện                         | $2.525.197.773 | 3 | $841.732.591 | Hiểm họa bóng ma ($1.027.044.677) |
| 1 | I – Hiểm họa bóng ma (1999)               | $1.027.044.677 |   |              |                                   |
| 2 | III – Sự báo thù của người Sith (2005)    | $848.754.768   |   |              |                                   |
| 3 | II – Sự xâm lăng của người Vô tính (2002) | $649.398.328   |   |              |                                   |

|   | Bộ ba chính truyện              | $1.798.473.188 | 3 | $599.491.063 | A New Hope ($775.398.007) |
| 1 | IV – Niềm hi vọng mới (1977)    | $775.398.007   |   |              |                           |
| 2 | V – Đế chế phản công (1980)     | $547.969.004   |   |              |                           |
| 3 | VI – Sự trở lại của Jedi (1983) | $475.106.177   |   |              |                           |

|   | Phim hợp tuyển   | $1.448.982.080 | 2 | $724.491.040 | Rogue One ($1.056.057.273) |
| 1 | Rogue One (2016) | $1.056.057.273 |   |              |                            |
| 2 | Solo (2018)      | $392.924.807   |   |              |                            |

|  | The Clone Wars (2008) | $68.282.844 |  |  |  |

|   | Loạt phim Harry Potter          | $7.822.320.260 | 8 | $977.790.033 | Bảo bối Tử thần – Phần 2 ($1.341.693.157) |
| 1 | Bảo bối tử thần – Phần 2 (2011) | $1.342.025.430 |   |              |                                           |
| 2 | Hòn đá phù thủy (2001)          | $1.006.968.171 |   |              |                                           |
| 3 | Bảo bối tử thần – Phần 1 (2010) | $976.941.486   |   |              |                                           |
| 4 | Hội phượng hoàng (2007)         | $942.900.866   |   |              |                                           |
| 5 | Hoàng tử lai (2009)             | $934.394.929   |   |              |                                           |
| 6 | Phòng chứa bí mật (2002)        | $925.054.421   |   |              |                                           |
| 7 | Chiếc cúp lửa (2005)            | $896.374.191   |   |              |                                           |
| 8 | Tên tù nhân ngục Azkaban (2004) | $797.660.766   |   |              |                                           |

|   | Loạt phim Sinh vật huyền bí                  | $1.875.645.253 | 3 | $625.215.084 | Sinh vật huyền bí và nơi tìm ra chúng ($814.038.508) |
| 1 | Sinh vật huyền bí và nơi tìm ra chúng (2016) | $814.038.508   |   |              |                                                      |
| 2 | Tội ác của Grindelwald (2018)                | $654.655.901   |   |              |                                                      |
| 3 | Bí mật của Dumbledore (2022)"                | $406.950.844   |   |              |                                                      |

|   | Loạt phim Harry Potter          | $7.822.320.260 | 8 | $977.790.033 | Bảo bối Tử thần – Phần 2 ($1.341.693.157) |
| 1 | Bảo bối tử thần – Phần 2 (2011) | $1.342.025.430 |   |              |                                           |
| 2 | Hòn đá phù thủy (2001)          | $1.006.968.171 |   |              |                                           |
| 3 | Bảo bối tử thần – Phần 1 (2010) | $976.941.486   |   |              |                                           |
| 4 | Hội phượng hoàng (2007)         | $942.900.866   |   |              |                                           |
| 5 | Hoàng tử lai (2009)             | $934.394.929   |   |              |                                           |
| 6 | Phòng chứa bí mật (2002)        | $925.054.421   |   |              |                                           |
| 7 | Chiếc cúp lửa (2005)            | $896.374.191   |   |              |                                           |
| 8 | Tên tù nhân ngục Azkaban (2004) | $797.660.766   |   |              |                                           |

|   | Loạt phim Sinh vật huyền bí                  | $1.875.645.253 | 3 | $625.215.084 | Sinh vật huyền bí và nơi tìm ra chúng ($814.038.508) |
| 1 | Sinh vật huyền bí và nơi tìm ra chúng (2016) | $814.038.508   |   |              |                                                      |
| 2 | Tội ác của Grindelwald (2018)                | $654.655.901   |   |              |                                                      |
| 3 | Bí mật của Dumbledore (2022)"                | $406.950.844   |   |              |                                                      |

| 6  | Công chúa Disney                       | $8.160.365.218 | 16 | $510.022.826 | Frozen II ($1.453.683.476) |
| 1  | Frozen II (2019)                       | $1.453.683.476 |    |              |                            |
| 2  | Frozen (2013)                          | $1.306.450.154 |    |              |                            |
| 3  | Moana 2 (2024)                         | $1.056.253.787 |    |              |                            |
| 4  | Moana (2016)                           | $665.069.139   |    |              |                            |
| 5  | Tangled (2010)                         | $592.462.816   |    |              |                            |
| 6  | Brave (2012)                           | $538.983.207   |    |              |                            |
| 7  | Aladdin (1992)                         | $504.050.219   |    |              |                            |
| 8  | Beauty and the Beast (1991)            | $451.291.298   |    |              |                            |
| 9  | Pocahontas (1995)                      | $346.079.773   |    |              |                            |
| 10 | Mulan (1998)                           | $304.320.257   |    |              |                            |
| 11 | The Princess and the Frog (2009)       | $267.045.765   |    |              |                            |
| 12 | The Little Mermaid (1989)              | $211.343.479   |    |              |                            |
| 13 | Snow White and the Seven Dwarfs (1937) | $184.925.486   |    |              |                            |
| 14 | Raya and the Last Dragon (2021)        | $130.423.032   |    |              |                            |
| 15 | Cinderella (1950)                      | $96.383.330    |    |              |                            |
| 16 | Sleeping Beauty (1959)                 | $51.600.000    |    |              |                            |

|   | Daniel Craig               | $3.949.644.442 | 4 | $987.411.111 | Tử địa Skyfall ($1.108.561.013) |
| 1 | Tử địa Skyfall (2012)      | $1.108.561.013 |   |              |                                 |
| 2 | Spectre (2015)             | $880.674.609   |   |              |                                 |
| 3 | No Time to Die (2021)      | $774.153.007   |   |              |                                 |
| 4 | Sòng bạc hoàng gia (2006)  | $600.165.086   |   |              |                                 |
| 5 | Định mức khuây khỏa (2008) | $586.090.727   |   |              |                                 |

|   | Pierce Brosnan                 | $1.479.008.618 | 4 | $369.752.155 | Die Another Day ($431.971.116) |
| 1 | Die Another Day (2002)         | $431.971.116   |   |              |                                |
| 2 | The World Is Not Enough (1999) | $361.832.400   |   |              |                                |
| 3 | GoldenEye (1995)               | $352.194.034   |   |              |                                |
| 4 | Tomorrow Never Dies (1997)     | $333.011.068   |   |              |                                |

|   | Roger Moore                        | $1.151.600.000 | 7 | $164.514.286 | Moonraker ($210.300.000) |
| 1 | Moonraker (1979)                   | $210.300.000   |   |              |                          |
| 2 | For Your Eyes Only (1981)          | $194.900.000   |   |              |                          |
| 3 | The Spy Who Loved Me (1977)        | $185.400.000   |   |              |                          |
| 4 | Octopussy (1983)                   | $183.700.000   |   |              |                          |
| 5 | A View to a Kill (1985)            | $152.400.000   |   |              |                          |
| 6 | Live and Let Die (1973)            | $126.400.000   |   |              |                          |
| 7 | The Man with the Golden Gun (1974) | $98.500.000    |   |              |                          |

|   | Sean Connery                 | $621.500.000 | 6 | $103.583.333 | Thunderball ($141.200.000) |
| 1 | Thunderball (1965)           | $141.200.000 |   |              |                            |
| 2 | Goldfinger (1964)            | $124.900.000 |   |              |                            |
| 3 | Diamonds Are Forever (1971)  | $116.000.000 |   |              |                            |
| 4 | You Only Live Twice (1967)   | $101.000.000 |   |              |                            |
| 5 | From Russia with Love (1963) | $78.900.000  |   |              |                            |
| 6 | Dr. No (1962)                | $59.500.000  |   |              |                            |

|   | Timothy Dalton's Bond       | $347.400.000 | 2 | $173.700.000 | The Living Daylights ($191.200.000) |
| 1 | The Living Daylights (1987) | $191.200.000 |   |              |                                     |
| 2 | Licence to Kill (1989)      | $156.200.000 |   |              |                                     |

|   | George Lazenby's Bond                  | $64.600.000 | 1 | $64.600.000 | On Her Majesty's Secret Service ($64.600.000) |
| 1 | On Her Majesty's Secret Service (1969) | $64.600.000 |   |             |                                               |

|   | Daniel Craig               | $3.949.644.442 | 4 | $987.411.111 | Tử địa Skyfall ($1.108.561.013) |
| 1 | Tử địa Skyfall (2012)      | $1.108.561.013 |   |              |                                 |
| 2 | Spectre (2015)             | $880.674.609   |   |              |                                 |
| 3 | No Time to Die (2021)      | $774.153.007   |   |              |                                 |
| 4 | Sòng bạc hoàng gia (2006)  | $600.165.086   |   |              |                                 |
| 5 | Định mức khuây khỏa (2008) | $586.090.727   |   |              |                                 |

|   | Pierce Brosnan                 | $1.479.008.618 | 4 | $369.752.155 | Die Another Day ($431.971.116) |
| 1 | Die Another Day (2002)         | $431.971.116   |   |              |                                |
| 2 | The World Is Not Enough (1999) | $361.832.400   |   |              |                                |
| 3 | GoldenEye (1995)               | $352.194.034   |   |              |                                |
| 4 | Tomorrow Never Dies (1997)     | $333.011.068   |   |              |                                |

|   | Roger Moore                        | $1.151.600.000 | 7 | $164.514.286 | Moonraker ($210.300.000) |
| 1 | Moonraker (1979)                   | $210.300.000   |   |              |                          |
| 2 | For Your Eyes Only (1981)          | $194.900.000   |   |              |                          |
| 3 | The Spy Who Loved Me (1977)        | $185.400.000   |   |              |                          |
| 4 | Octopussy (1983)                   | $183.700.000   |   |              |                          |
| 5 | A View to a Kill (1985)            | $152.400.000   |   |              |                          |
| 6 | Live and Let Die (1973)            | $126.400.000   |   |              |                          |
| 7 | The Man with the Golden Gun (1974) | $98.500.000    |   |              |                          |

|   | Sean Connery                 | $621.500.000 | 6 | $103.583.333 | Thunderball ($141.200.000) |
| 1 | Thunderball (1965)           | $141.200.000 |   |              |                            |
| 2 | Goldfinger (1964)            | $124.900.000 |   |              |                            |
| 3 | Diamonds Are Forever (1971)  | $116.000.000 |   |              |                            |
| 4 | You Only Live Twice (1967)   | $101.000.000 |   |              |                            |
| 5 | From Russia with Love (1963) | $78.900.000  |   |              |                            |
| 6 | Dr. No (1962)                | $59.500.000  |   |              |                            |

|   | Timothy Dalton's Bond       | $347.400.000 | 2 | $173.700.000 | The Living Daylights ($191.200.000) |
| 1 | The Living Daylights (1987) | $191.200.000 |   |              |                                     |
| 2 | Licence to Kill (1989)      | $156.200.000 |   |              |                                     |

|   | George Lazenby's Bond                  | $64.600.000 | 1 | $64.600.000 | On Her Majesty's Secret Service ($64.600.000) |
| 1 | On Her Majesty's Secret Service (1969) | $64.600.000 |   |             |                                               |

|  | Never Say Never Again (1983) | $160.000.000 |  |  |  |

|  | Casino Royale (1967) | $41.744.718 |  |  |  |

|   | Daniel Craig               | $3.949.644.442 | 4 | $987.411.111 | Tử địa Skyfall ($1.108.561.013) |
| 1 | Tử địa Skyfall (2012)      | $1.108.561.013 |   |              |                                 |
| 2 | Spectre (2015)             | $880.674.609   |   |              |                                 |
| 3 | No Time to Die (2021)      | $774.153.007   |   |              |                                 |
| 4 | Sòng bạc hoàng gia (2006)  | $600.165.086   |   |              |                                 |
| 5 | Định mức khuây khỏa (2008) | $586.090.727   |   |              |                                 |

|   | Pierce Brosnan                 | $1.479.008.618 | 4 | $369.752.155 | Die Another Day ($431.971.116) |
| 1 | Die Another Day (2002)         | $431.971.116   |   |              |                                |
| 2 | The World Is Not Enough (1999) | $361.832.400   |   |              |                                |
| 3 | GoldenEye (1995)               | $352.194.034   |   |              |                                |
| 4 | Tomorrow Never Dies (1997)     | $333.011.068   |   |              |                                |

|   | Roger Moore                        | $1.151.600.000 | 7 | $164.514.286 | Moonraker ($210.300.000) |
| 1 | Moonraker (1979)                   | $210.300.000   |   |              |                          |
| 2 | For Your Eyes Only (1981)          | $194.900.000   |   |              |                          |
| 3 | The Spy Who Loved Me (1977)        | $185.400.000   |   |              |                          |
| 4 | Octopussy (1983)                   | $183.700.000   |   |              |                          |
| 5 | A View to a Kill (1985)            | $152.400.000   |   |              |                          |
| 6 | Live and Let Die (1973)            | $126.400.000   |   |              |                          |
| 7 | The Man with the Golden Gun (1974) | $98.500.000    |   |              |                          |

|   | Sean Connery                 | $621.500.000 | 6 | $103.583.333 | Thunderball ($141.200.000) |
| 1 | Thunderball (1965)           | $141.200.000 |   |              |                            |
| 2 | Goldfinger (1964)            | $124.900.000 |   |              |                            |
| 3 | Diamonds Are Forever (1971)  | $116.000.000 |   |              |                            |
| 4 | You Only Live Twice (1967)   | $101.000.000 |   |              |                            |
| 5 | From Russia with Love (1963) | $78.900.000  |   |              |                            |
| 6 | Dr. No (1962)                | $59.500.000  |   |              |                            |

|   | Timothy Dalton's Bond       | $347.400.000 | 2 | $173.700.000 | The Living Daylights ($191.200.000) |
| 1 | The Living Daylights (1987) | $191.200.000 |   |              |                                     |
| 2 | Licence to Kill (1989)      | $156.200.000 |   |              |                                     |

|   | George Lazenby's Bond                  | $64.600.000 | 1 | $64.600.000 | On Her Majesty's Secret Service ($64.600.000) |
| 1 | On Her Majesty's Secret Service (1969) | $64.600.000 |   |             |                                               |

|   | Daniel Craig               | $3.949.644.442 | 4 | $987.411.111 | Tử địa Skyfall ($1.108.561.013) |
| 1 | Tử địa Skyfall (2012)      | $1.108.561.013 |   |              |                                 |
| 2 | Spectre (2015)             | $880.674.609   |   |              |                                 |
| 3 | No Time to Die (2021)      | $774.153.007   |   |              |                                 |
| 4 | Sòng bạc hoàng gia (2006)  | $600.165.086   |   |              |                                 |
| 5 | Định mức khuây khỏa (2008) | $586.090.727   |   |              |                                 |

|   | Pierce Brosnan                 | $1.479.008.618 | 4 | $369.752.155 | Die Another Day ($431.971.116) |
| 1 | Die Another Day (2002)         | $431.971.116   |   |              |                                |
| 2 | The World Is Not Enough (1999) | $361.832.400   |   |              |                                |
| 3 | GoldenEye (1995)               | $352.194.034   |   |              |                                |
| 4 | Tomorrow Never Dies (1997)     | $333.011.068   |   |              |                                |

|   | Roger Moore                        | $1.151.600.000 | 7 | $164.514.286 | Moonraker ($210.300.000) |
| 1 | Moonraker (1979)                   | $210.300.000   |   |              |                          |
| 2 | For Your Eyes Only (1981)          | $194.900.000   |   |              |                          |
| 3 | The Spy Who Loved Me (1977)        | $185.400.000   |   |              |                          |
| 4 | Octopussy (1983)                   | $183.700.000   |   |              |                          |
| 5 | A View to a Kill (1985)            | $152.400.000   |   |              |                          |
| 6 | Live and Let Die (1973)            | $126.400.000   |   |              |                          |
| 7 | The Man with the Golden Gun (1974) | $98.500.000    |   |              |                          |

|   | Sean Connery                 | $621.500.000 | 6 | $103.583.333 | Thunderball ($141.200.000) |
| 1 | Thunderball (1965)           | $141.200.000 |   |              |                            |
| 2 | Goldfinger (1964)            | $124.900.000 |   |              |                            |
| 3 | Diamonds Are Forever (1971)  | $116.000.000 |   |              |                            |
| 4 | You Only Live Twice (1967)   | $101.000.000 |   |              |                            |
| 5 | From Russia with Love (1963) | $78.900.000  |   |              |                            |
| 6 | Dr. No (1962)                | $59.500.000  |   |              |                            |

|   | Timothy Dalton's Bond       | $347.400.000 | 2 | $173.700.000 | The Living Daylights ($191.200.000) |
| 1 | The Living Daylights (1987) | $191.200.000 |   |              |                                     |
| 2 | Licence to Kill (1989)      | $156.200.000 |   |              |                                     |

|   | George Lazenby's Bond                  | $64.600.000 | 1 | $64.600.000 | On Her Majesty's Secret Service ($64.600.000) |
| 1 | On Her Majesty's Secret Service (1969) | $64.600.000 |   |             |                                               |

|  | Never Say Never Again (1983) | $160.000.000 |  |  |  |

|  | Casino Royale (1967) | $41.744.718 |  |  |  |

| 8 | Avengers                 | $7.770.077.764 | 4 | $1.942.519.441 | Endgame ($2.797.501.328) |
| 1 | Hồi kết (2019)           | $2.797.501.328 |   |                |                          |
| 2 | Cuộc chiến vô cực (2018) | $2.048.359.754 |   |                |                          |
| 3 | The Avengers (2012)      | $1.518.812.988 |   |                |                          |
| 4 | Đế chế Ultron (2015)     | $1.405.403.694 |   |                |                          |

|   | Loạt phim chính                    | $3.061.275.291 | 7 | $437.325.042 | Ngày cũ của tương lai ($747.862.775) |
| 1 | Ngày cũ của tương lai (2014)       | $747.862.775   |   |              |                                      |
| 2 | Cuộc chiến chống Apocalypse (2016) | $543.934.787   |   |              |                                      |
| 3 | Phán xét cuối cùng (2006)          | $459.359.555   |   |              |                                      |
| 4 | X2 (2003)                          | $407.711.549   |   |              |                                      |
| 5 | Thế hệ thứ nhất (2011)             | $353.624.124   |   |              |                                      |
| 6 | X-Men (2000)                       | $296.339.527   |   |              |                                      |
| 7 | Phượng hoàng bóng tối (2019)       | $252.442.974   |   |              |                                      |

|   | Loạt phim Deadpool          | $2.906.233.544 | 3 | $968.744.515 | Deadpool & Wolverine ($1.338.073.645) |
| 1 | Deadpool & Wolverine (2024) | $1.338.073.645 |   |              |                                       |
| 2 | Deadpool 2 (2018)           | $785.046.920   |   |              |                                       |
| 3 | Deadpool (2016)             | $783.112.979   |   |              |                                       |

|   | Loạt phim Wolverine        | $1.406.912.546 | 3 | $468.970.849 | Logan ($619.021.436) |
| 1 | Logan (2017)               | $619.021.436   |   |              |                      |
| 2 | Người sói Wolverine (2013) | $414.828.246   |   |              |                      |
| 3 | Người Sói (2009)           | $373.062.864   |   |              |                      |

|  | Dị nhân thế hệ mới (2020) | $46.996.076 |  |  |  |

|   | Loạt phim chính                    | $3.061.275.291 | 7 | $437.325.042 | Ngày cũ của tương lai ($747.862.775) |
| 1 | Ngày cũ của tương lai (2014)       | $747.862.775   |   |              |                                      |
| 2 | Cuộc chiến chống Apocalypse (2016) | $543.934.787   |   |              |                                      |
| 3 | Phán xét cuối cùng (2006)          | $459.359.555   |   |              |                                      |
| 4 | X2 (2003)                          | $407.711.549   |   |              |                                      |
| 5 | Thế hệ thứ nhất (2011)             | $353.624.124   |   |              |                                      |
| 6 | X-Men (2000)                       | $296.339.527   |   |              |                                      |
| 7 | Phượng hoàng bóng tối (2019)       | $252.442.974   |   |              |                                      |

|   | Loạt phim Deadpool          | $2.906.233.544 | 3 | $968.744.515 | Deadpool & Wolverine ($1.338.073.645) |
| 1 | Deadpool & Wolverine (2024) | $1.338.073.645 |   |              |                                       |
| 2 | Deadpool 2 (2018)           | $785.046.920   |   |              |                                       |
| 3 | Deadpool (2016)             | $783.112.979   |   |              |                                       |

|   | Loạt phim Wolverine        | $1.406.912.546 | 3 | $468.970.849 | Logan ($619.021.436) |
| 1 | Logan (2017)               | $619.021.436   |   |              |                      |
| 2 | Người sói Wolverine (2013) | $414.828.246   |   |              |                      |
| 3 | Người Sói (2009)           | $373.062.864   |   |              |                      |

|  | Dị nhân thế hệ mới (2020) | $46.996.076 |  |  |  |

|    | Saga Fast                       | $6.565.834.505 | 9 | $729.537.167 | Furious 7 ($1.516.045.911) |
| 1  | Fast & Furious 7 (2015)         | $1.516.045.911 |   |              |                            |
| 2  | Fast & Furious 8 (2017)         | $1.238.764.765 |   |              |                            |
| 3  | Fast & Furious 6 (2013)         | $788.679.850   |   |              |                            |
| 4  | Fast & Furious 9 (2021)         | $726.229.501   |   |              |                            |
| 5  | Fast X (2023)                   | $704.709.660   |   |              |                            |
| 6  | Fast & Furious 5 (2011)         | $626.137.675   |   |              |                            |
| 7  | Fast & Furious 4 (2009)         | $363.164.265   |   |              |                            |
| 8  | 2 Fast 2 Furious (2003)         | $236.350.661   |   |              |                            |
| 9  | The Fast and the Furious (2001) | $207.283.925   |   |              |                            |
| 10 | Tokyo Drift (2006)              | $158.468.292   |   |              |                            |

|  | Hobbs & Shaw (2019) | $759.056.935 |  |  |  |

|    | Saga Fast                       | $6.565.834.505 | 9 | $729.537.167 | Furious 7 ($1.516.045.911) |
| 1  | Fast & Furious 7 (2015)         | $1.516.045.911 |   |              |                            |
| 2  | Fast & Furious 8 (2017)         | $1.238.764.765 |   |              |                            |
| 3  | Fast & Furious 6 (2013)         | $788.679.850   |   |              |                            |
| 4  | Fast & Furious 9 (2021)         | $726.229.501   |   |              |                            |
| 5  | Fast X (2023)                   | $704.709.660   |   |              |                            |
| 6  | Fast & Furious 5 (2011)         | $626.137.675   |   |              |                            |
| 7  | Fast & Furious 4 (2009)         | $363.164.265   |   |              |                            |
| 8  | 2 Fast 2 Furious (2003)         | $236.350.661   |   |              |                            |
| 9  | The Fast and the Furious (2001) | $207.283.925   |   |              |                            |
| 10 | Tokyo Drift (2006)              | $158.468.292   |   |              |                            |

|  | Hobbs & Shaw (2019) | $759.056.935 |  |  |  |

| 11 | Vũ trụ Mở rộng DCS                                 | $7.183.164.485 | 15 | $478.877.632 | Aquaman ($1.148.485.886) |
| 1  | Aquaman (2018)                                     | $1.148.485.886 |    |              |                          |
| 2  | Batman đại chiến Superman: Ánh sáng công lý (2016) | $873.634.919   |    |              |                          |
| 3  | Wonder Woman (2017)                                | $821.847.012   |    |              |                          |
| 4  | Biệt đội cảm tử (2016)                             | $746.846.894   |    |              |                          |
| 5  | Người đàn ông thép (2013)                          | $668.045.518   |    |              |                          |
| 6  | Liên minh Công lý (2017)                           | $657.924.295   |    |              |                          |
| 7  | Aquaman and the Lost Kingdom (2023)                | $439.381.226   |    |              |                          |
| 8  | Black Adam (2022)                                  | $392.952.111   |    |              |                          |
| 9  | Shazam! (2019)                                     | $365.971.656   |    |              |                          |
| 10 | The Flash (2023)                                   | $268.301.406   |    |              |                          |
| 11 | Birds of Prey (2020)                               | $201.858.461   |    |              |                          |
| 12 | The Suicide Squad (2021)                           | $168.657.565   |    |              |                          |
| 13 | Wonder Woman 1984 (2020)                           | $166.534.027   |    |              |                          |
| 14 | Shazam! Fury of the Gods (2023)                    | $133.438.006   |    |              |                          |
| 15 | Blue Beetle (2023)                                 | $129.285.503   |    |              |                          |

|   | Loạt phim Nolan                | $2.463.716.216 | 3 | $821.238.739 | The Dark Knight Rises ($1.084.939.099) |
| 1 | Kỵ sĩ bóng đêm trỗi dậy (2012) | $1.084.939.099 |   |              |                                        |
| 2 | Kỵ sĩ bóng đêm (2008)          | $1.004.558.444 |   |              |                                        |
| 3 | Huyền thoại Người Dơi (2005)   | $374.218.673   |   |              |                                        |

|   | Loạt phim Burton/Schumacher | $1.253.192.682 | 4 | $313.298.171 | Batman ($411.556.825) |
| 1 | Batman (1989)               | $411.556.825   |   |              |                       |
| 2 | Batman Forever (1995)       | $336.567.531   |   |              |                       |
| 3 | Batman Returns (1992)       | $266.832.411   |   |              |                       |
| 4 | Batman & Robin (1997)       | $238.235.915   |   |              |                       |

|  | Joker (2019) | $1.074.251.311 |  |  |  |

|   | Vũ trụ Mở rộng DC                                  | $873.634.919 | 1 | $873.634.919 | Batman đại chiến Superman: Ánh sáng công lý ($873.634.919) |
| 1 | Batman đại chiến Superman: Ánh sáng công lý (2016) | $873.634.919 |   |              |                                                            |

|   | Batman của Matt Reeves | $770.836.163 | 1 | $770.836.163 | The Batman ($770.836.163) |
| 1 | The Batman (2022)      | $770.836.163 |   |              |                           |

|  | The Lego Batman Movie (2017) | $311.950.384 |  |  |  |

|  | Catwoman (2004) | $82.102.379 |  |  |  |

|  | Mask of the Phantasm (1993) | $5.617.391 |  |  |  |

|   | Phim hoạt hình gốc của Vũ trụ DC | $4.501.125 | 2 | $2.250.563 | The Killing Joke ($4.462.034) |
| 1 | The Killing Joke (2016)          | $4.462.034 |   |            |                               |
| 2 | Batman và Harley Quinn (2017)    | $39.091    |   |            |                               |

|   | Loạt phim truyền hình 1960           | $3.957.343 | 2 | $1.978.672 | Batman: The Movie ($3.900.000) |
| 1 | Batman (1966)*R                      | $3.900.000 |   |            |                                |
| 2 | Return of the Caped Crusaders (2016) | $57.343    |   |            |                                |

|   | Loạt phim Nolan                | $2.463.716.216 | 3 | $821.238.739 | The Dark Knight Rises ($1.084.939.099) |
| 1 | Kỵ sĩ bóng đêm trỗi dậy (2012) | $1.084.939.099 |   |              |                                        |
| 2 | Kỵ sĩ bóng đêm (2008)          | $1.004.558.444 |   |              |                                        |
| 3 | Huyền thoại Người Dơi (2005)   | $374.218.673   |   |              |                                        |

|   | Loạt phim Burton/Schumacher | $1.253.192.682 | 4 | $313.298.171 | Batman ($411.556.825) |
| 1 | Batman (1989)               | $411.556.825   |   |              |                       |
| 2 | Batman Forever (1995)       | $336.567.531   |   |              |                       |
| 3 | Batman Returns (1992)       | $266.832.411   |   |              |                       |
| 4 | Batman & Robin (1997)       | $238.235.915   |   |              |                       |

|  | Joker (2019) | $1.074.251.311 |  |  |  |

|   | Vũ trụ Mở rộng DC                                  | $873.634.919 | 1 | $873.634.919 | Batman đại chiến Superman: Ánh sáng công lý ($873.634.919) |
| 1 | Batman đại chiến Superman: Ánh sáng công lý (2016) | $873.634.919 |   |              |                                                            |

|   | Batman của Matt Reeves | $770.836.163 | 1 | $770.836.163 | The Batman ($770.836.163) |
| 1 | The Batman (2022)      | $770.836.163 |   |              |                           |

|  | The Lego Batman Movie (2017) | $311.950.384 |  |  |  |

|  | Catwoman (2004) | $82.102.379 |  |  |  |

|  | Mask of the Phantasm (1993) | $5.617.391 |  |  |  |

|   | Phim hoạt hình gốc của Vũ trụ DC | $4.501.125 | 2 | $2.250.563 | The Killing Joke ($4.462.034) |
| 1 | The Killing Joke (2016)          | $4.462.034 |   |            |                               |
| 2 | Batman và Harley Quinn (2017)    | $39.091    |   |            |                               |

|   | Loạt phim truyền hình 1960           | $3.957.343 | 2 | $1.978.672 | Batman: The Movie ($3.900.000) |
| 1 | Batman (1966)*R                      | $3.900.000 |   |            |                                |
| 2 | Return of the Caped Crusaders (2016) | $57.343    |   |            |                                |

|   | Thế giới khủng long             | $3.982.333.749 | 3 | $1.327.444.583 | Thế giới khủng long ($1.671.713.208) |
| 1 | Thế giới khủng long (2015)      | $1.671.713.208 |   |                |                                      |
| 2 | Vương quốc sụp đổ (2018)        | $1.309.484.461 |   |                |                                      |
| 3 | Jurassic World: Dominion (2022) | $1.001.136.080 |   |                |                                      |

|   | Bộ ba Công viên kỷ Jura      | $2.017.359.711 | 3 | $672.453.237 | Jurassic Park ($1.029.939.903) |
| 1 | Công viên kỷ Jura (1993)     | $1.029.939.903 |   |              |                                |
| 2 | Thế giới bị mất (1997)       | $618.638.999   |   |              |                                |
| 3 | Công viên kỷ Jura III (2001) | $368.780.809   |   |              |                                |

|   | Thế giới khủng long             | $3.982.333.749 | 3 | $1.327.444.583 | Thế giới khủng long ($1.671.713.208) |
| 1 | Thế giới khủng long (2015)      | $1.671.713.208 |   |                |                                      |
| 2 | Vương quốc sụp đổ (2018)        | $1.309.484.461 |   |                |                                      |
| 3 | Jurassic World: Dominion (2022) | $1.001.136.080 |   |                |                                      |

|   | Bộ ba Công viên kỷ Jura      | $2.017.359.711 | 3 | $672.453.237 | Jurassic Park ($1.029.939.903) |
| 1 | Công viên kỷ Jura (1993)     | $1.029.939.903 |   |              |                                |
| 2 | Thế giới bị mất (1997)       | $618.638.999   |   |              |                                |
| 3 | Công viên kỷ Jura III (2001) | $368.780.809   |   |              |                                |

|   | Chúa tể những chiếc nhẫn      | $2.991.216.079 | 3 | $997.072.026 | Sự trở lại của nhà vua ($1.146.030.912) |
| 1 | Sự trở lại của nhà vua (2003) | $1.146.030.912 |   |              |                                         |
| 2 | Hai tòa tháp (2002)           | $947.495.095   |   |              |                                         |
| 3 | Hiệp hội nhẫn thần (2001)     | $897.690.072   |   |              |                                         |

|   | Người Hobbit                   | $2.931.390.211 | 3 | $977.130.070 | Hành trình vô định ($1.021.103.568) |
| 1 | Hành trình vô định (2012)      | $1.017.003.568 |   |              |                                     |
| 2 | Đại chiến với rồng lửa (2013)  | $958.366.855   |   |              |                                     |
| 3 | Đại chiến Năm cánh quân (2014) | $956.019.788   |   |              |                                     |

|   | Chúa tể những chiếc nhẫn      | $2.991.216.079 | 3 | $997.072.026 | Sự trở lại của nhà vua ($1.146.030.912) |
| 1 | Sự trở lại của nhà vua (2003) | $1.146.030.912 |   |              |                                         |
| 2 | Hai tòa tháp (2002)           | $947.495.095   |   |              |                                         |
| 3 | Hiệp hội nhẫn thần (2001)     | $897.690.072   |   |              |                                         |

|   | Người Hobbit                   | $2.931.390.211 | 3 | $977.130.070 | Hành trình vô định ($1.021.103.568) |
| 1 | Hành trình vô định (2012)      | $1.017.003.568 |   |              |                                     |
| 2 | Đại chiến với rồng lửa (2013)  | $958.366.855   |   |              |                                     |
| 3 | Đại chiến Năm cánh quân (2014) | $956.019.788   |   |              |                                     |

|  | Chúa Tế Những Chiếc Nhẫn (1978) | $30.471.420 |  |  |  |

|  | Chúa Tế Những Chiếc Nhẫn: Cuộc Chiến Của Rohirrim (2024) | $18.376.000 |  |  |  |

|   | Chúa tể những chiếc nhẫn      | $2.991.216.079 | 3 | $997.072.026 | Sự trở lại của nhà vua ($1.146.030.912) |
| 1 | Sự trở lại của nhà vua (2003) | $1.146.030.912 |   |              |                                         |
| 2 | Hai tòa tháp (2002)           | $947.495.095   |   |              |                                         |
| 3 | Hiệp hội nhẫn thần (2001)     | $897.690.072   |   |              |                                         |

|   | Người Hobbit                   | $2.931.390.211 | 3 | $977.130.070 | Hành trình vô định ($1.021.103.568) |
| 1 | Hành trình vô định (2012)      | $1.017.003.568 |   |              |                                     |
| 2 | Đại chiến với rồng lửa (2013)  | $958.366.855   |   |              |                                     |
| 3 | Đại chiến Năm cánh quân (2014) | $956.019.788   |   |              |                                     |

|   | Chúa tể những chiếc nhẫn      | $2.991.216.079 | 3 | $997.072.026 | Sự trở lại của nhà vua ($1.146.030.912) |
| 1 | Sự trở lại của nhà vua (2003) | $1.146.030.912 |   |              |                                         |
| 2 | Hai tòa tháp (2002)           | $947.495.095   |   |              |                                         |
| 3 | Hiệp hội nhẫn thần (2001)     | $897.690.072   |   |              |                                         |

|   | Người Hobbit                   | $2.931.390.211 | 3 | $977.130.070 | Hành trình vô định ($1.021.103.568) |
| 1 | Hành trình vô định (2012)      | $1.017.003.568 |   |              |                                     |
| 2 | Đại chiến với rồng lửa (2013)  | $958.366.855   |   |              |                                     |
| 3 | Đại chiến Năm cánh quân (2014) | $956.019.788   |   |              |                                     |

|  | Chúa Tế Những Chiếc Nhẫn (1978) | $30.471.420 |  |  |  |

|  | Chúa Tế Những Chiếc Nhẫn: Cuộc Chiến Của Rohirrim (2024) | $18.376.000 |  |  |  |

|   | Bay series                    | $4.818.253.173 | 6 | $803.042.196 | Vùng tối của Mặt Trăng ($1.123.794.079) |
| 1 | Vùng tối của Mặt Trăng (2011) | $1.123.794.079 |   |              |                                         |
| 2 | Kỷ nguyên hủy diệt (2014)     | $1.104.054.072 |   |              |                                         |
| 3 | Bại binh phục hận (2009)      | $836.303.693   |   |              |                                         |
| 4 | Transformers (2007)           | $709.709.780   |   |              |                                         |
| 5 | Chiến binh cuối cùng (2017)   | $605.425.157   |   |              |                                         |
| 6 | Quái Thú Trỗi Dậy (2023)      | $438.966.392   |   |              |                                         |

|  | Bumblebee (2018) | $467.989.645 |  |  |  |

|  | The Transformers: The Movie (1986) | $6.469.244 |  |  |  |

|   | Bay series                    | $4.818.253.173 | 6 | $803.042.196 | Vùng tối của Mặt Trăng ($1.123.794.079) |
| 1 | Vùng tối của Mặt Trăng (2011) | $1.123.794.079 |   |              |                                         |
| 2 | Kỷ nguyên hủy diệt (2014)     | $1.104.054.072 |   |              |                                         |
| 3 | Bại binh phục hận (2009)      | $836.303.693   |   |              |                                         |
| 4 | Transformers (2007)           | $709.709.780   |   |              |                                         |
| 5 | Chiến binh cuối cùng (2017)   | $605.425.157   |   |              |                                         |
| 6 | Quái Thú Trỗi Dậy (2023)      | $438.966.392   |   |              |                                         |

|  | Bumblebee (2018) | $467.989.645 |  |  |  |

|  | The Transformers: The Movie (1986) | $6.469.244 |  |  |  |

| 16 | James Cameron's Avatar          | $5.243.956.307 | 2 | $2.621.978.154 | Avatar ($2.923.706.026) |
| 1  | Avatar (2009)                   | $2.923.706.026 |   |                |                         |
| 2  | Avatar: The Way of Water (2022) | $2.320.250.281 |   |                |                         |

|   | Loạt phim chính            | $3.123.107.414 | 4 | $780.776.854 | Kẻ trộm Mặt Trăng 3 ($1.034.799.409) |
| 1 | Kẻ trộm Mặt Trăng 3 (2017) | $1.034.799.409 |   |              |                                      |
| 2 | Kẻ trộm Mặt Trăng 2 (2013) | $970.761.885   |   |              |                                      |
| 3 | Kẻ trộm Mặt Trăng 4 (2024) | $574.432.135   |   |              |                                      |
| 4 | Kẻ trộm Mặt Trăng (2010)   | $543.113.985   |   |              |                                      |

|   | Minions                             | $2.099.026.607 | 2 | $1.049.513.304 | minions ($1.159.398.397) |
| 1 | Minions (2015)                      | $1.159.398.397 |   |                |                          |
| 2 | Minions: Sự trỗi dậy của Gru (2022) | $939.628.210   |   |                |                          |

|   | Loạt phim chính            | $3.123.107.414 | 4 | $780.776.854 | Kẻ trộm Mặt Trăng 3 ($1.034.799.409) |
| 1 | Kẻ trộm Mặt Trăng 3 (2017) | $1.034.799.409 |   |              |                                      |
| 2 | Kẻ trộm Mặt Trăng 2 (2013) | $970.761.885   |   |              |                                      |
| 3 | Kẻ trộm Mặt Trăng 4 (2024) | $574.432.135   |   |              |                                      |
| 4 | Kẻ trộm Mặt Trăng (2010)   | $543.113.985   |   |              |                                      |

|   | Minions                             | $2.099.026.607 | 2 | $1.049.513.304 | minions ($1.159.398.397) |
| 1 | Minions (2015)                      | $1.159.398.397 |   |                |                          |
| 2 | Minions: Sự trỗi dậy của Gru (2022) | $939.628.210   |   |                |                          |

| 18 | Cướp biển vùng Caribbean                | $4.524.439.761 | 5 | $904.887.952 | Chiếc rương tử thần ($1.066.179.725) |
| 1  | Chiếc rương tử thần (2006)              | $1.066.179.725 |   |              |                                      |
| 2  | Suối nguồn tươi trẻ (2011)              | $1.045.713.802 |   |              |                                      |
| 3  | Nơi tận cùng thế giới (2007)            | $963.420.425   |   |              |                                      |
| 4  | Salazar báo thù (2017)                  | $794.861.794   |   |              |                                      |
| 5  | Lời nguyền của tàu Ngọc Trai Đen (2003) | $654.264.015   |   |              |                                      |

| 19 | Nhiệm vụ bất khả thi                             | $4.123.110.436 | 7 | $589.015.777 | Fallout ($791.115.104) |
| 1  | Sụp đổ (2018)                                    | $791.115.104   |   |              |                        |
| 2  | Chiến dịch bóng ma (2011)                        | $694.713.380   |   |              |                        |
| 3  | Quốc gia bí ẩn (2015)                            | $682.714.267   |   |              |                        |
| 4  | Nhiệm vụ: Bất khả thi – Nghiệp báo phần 1 (2023) | $552.633.209   |   |              |                        |
| 5  | Nhiệm vụ bất khả thi 2 (2000)                    | $546.388.105   |   |              |                        |
| 6  | Nhiệm vụ bất khả thi (1996)                      | $457.696.359   |   |              |                        |
| 7  | Nhiệm vụ bất khả thi III (2006)                  | $397.850.012   |   |              |                        |

|   | Loạt phim chính            | $2.955.807.005 | 4 | $738.951.751 | Shrek 2 ($919.838.758) |
| 1 | Shrek 2 (2004)             | $919.838.758   |   |              |                        |
| 2 | Shrek the Third (2007)     | $798.958.162   |   |              |                        |
| 3 | Shrek Forever After (2010) | $752.600.867   |   |              |                        |
| 4 | Shrek (2001)               | $484.409.218   |   |              |                        |

|   | Mèo đi hia                            | $1.035.923.963 | 2 | $517.961.982 | Puss in Boots ($554.987.477) |
| 1 | Mèo đi hia (2011)                     | $554.987.477   |   |              |                              |
| 2 | Mèo đi hia: Điều ước cuối cùng (2022) | $480.936.486   |   |              |                              |

|   | Loạt phim chính            | $2.955.807.005 | 4 | $738.951.751 | Shrek 2 ($919.838.758) |
| 1 | Shrek 2 (2004)             | $919.838.758   |   |              |                        |
| 2 | Shrek the Third (2007)     | $798.958.162   |   |              |                        |
| 3 | Shrek Forever After (2010) | $752.600.867   |   |              |                        |
| 4 | Shrek (2001)               | $484.409.218   |   |              |                        |

|   | Mèo đi hia                            | $1.035.923.963 | 2 | $517.961.982 | Puss in Boots ($554.987.477) |
| 1 | Mèo đi hia (2011)                     | $554.987.477   |   |              |                              |
| 2 | Mèo đi hia: Điều ước cuối cùng (2022) | $480.936.486   |   |              |                              |

| 21 | Vua sư tử                | $3.361.283.435 | 3 | $1.120.427.812 | Vua sư tử (2019) ($1.656.943.394) |
| 1  | Vua Sư Tử (2019)         | $1.656.943.394 |   |                |                                   |
| 2  | Vua Sư Tử (1994)         | $981.708.285   |   |                |                                   |
| 3  | Mufasa: Vua Sư Tử (2024) | $722.631.756   |   |                |                                   |

| 22 | The Twilight Saga                  | $3.346.157.056 | 5 | $669.231.411 | Breaking Dawn – Part 2 ($829.746.820) |
| 1  | Hừng đông – Phần 2 (2012)          | $829.746.820   |   |              |                                       |
| 2  | Hừng đông – Phần 1 (2011)          | $712.205.856   |   |              |                                       |
| 3  | Trăng non (2009)                   | $709.711.008   |   |              |                                       |
| 4  | Nhật thực (2010)                   | $698.491.347   |   |              |                                       |
| 5  | Chạng vạng (2008)                  | $393.616.788   |   |              |                                       |
| 6  | Chạng vạng / New Moon Combo (2010) | $2.385.237     |   |              |                                       |

| 23 | The Hunger Games                                          | $3.317.091.461 | 5 | $663.418.292 | Bắt lửa ($865.011.746) |
| 1  | Bắt lửa (2013)                                            | $865.011.746   |   |              |                        |
| 2  | Húng nhại – Phần 1 (2014)                                 | $755.356.711   |   |              |                        |
| 3  | Đấu trường sinh tử (2012)                                 | $694.394.724   |   |              |                        |
| 4  | Húng nhại – Phần 2 (2015)                                 | $653.428.261   |   |              |                        |
| 5  | The Hunger Games: The Ballad of Songbirds & Snakes (2024) | $348.900.019   |   |              |                        |

| 24 | Kỷ băng hà                  | $3.217.251.681 | 5 | $643.450.336 | Dawn of the Dinosaurs ($886.686.817) |
| 1  | Khủng long thức giấc (2009) | $886.686.817   |   |              |                                      |
| 2  | Lục địa trôi dạt (2012)     | $877.244.782   |   |              |                                      |
| 3  | Thời băng tan (2006)        | $661.483.908   |   |              |                                      |
| 4  | Trời sập (2016)             | $408.579.038   |   |              |                                      |
| 5  | Kỷ băng hà (2002)           | $383.257.136   |   |              |                                      |

| 25 | Câu chuyện đồ chơi          | $3.011.285.198 | 4 | $752.821.300 | Câu chuyện đồ chơi 4 ($1.073.394.593) |
| 1  | Câu chuyện đồ chơi 4 (2019) | $1.073.394.593 |   |              |                                       |
| 2  | Câu chuyện đồ chơi 3 (2010) | $1.066.969.703 |   |              |                                       |
| 3  | Câu chuyện đồ chơi 2 (1999) | $497.366.869   |   |              |                                       |
| 4  | Câu chuyện đồ chơi (1995)   | $373.554.033   |   |              |                                       |

| 26 | Frozen                      | $2.756.477.087 | 2 | $1.378.238.544 | Frozen II ($1.450.026.933) |
| 1  | Nữ hoàng băng giá II (2019) | $1.450.026.933 |   |                |                            |
| 2  | Nữ hoàng băng giá (2013)    | $1.306.450.154 |   |                |                            |

| 27 | Thor                          | $2.709.014.965 | 4 | $677.253.741 | Thor: Ragnarok ($853.977.126) |
| 1  | Thor: Ragnarok (2017)         | $853.977.126   |   |              |                               |
| 2  | Thor: Love and Thunder (2022) | $760.928.081   |   |              |                               |
| 3  | Thor: The Dark World (2013)   | $644.783.140   |   |              |                               |
| 4  | Thor (2011)                   | $449.326.618   |   |              |                               |

| 28 | Inside Out          | $2.556.376.790 | 2 | $1.278.188.395 | Inside Out 2 ($1.698.765.616) |
| 1  | Inside Out 2 (2024) | $1.698.765.616 |   |                |                               |
| 2  | Inside Out (2015)   | $857.611.174   |   |                |                               |

|   | DC Extended Universe                               | $1.541.680.437 | 2 | $770.840.219 | Batman đại chiến Superman: Ánh sáng công lý ($873.634.919) |
| 1 | Batman đại chiến Superman: Ánh sáng công lý (2016) | $873.634.919   |   |              |                                                            |
| 2 | Người đàn ông thép (2013)                          | $668.045.518   |   |              |                                                            |

|   | Christopher Reeve films                 | $607.751.603 | 4 | $151.937.901 | Superman ($300.451.603) |
| 1 | Superman (1978)                         | $300.451.603 |   |              |                         |
| 2 | Superman II (1980)                      | $190.400.000 |   |              |                         |
| 3 | Superman III (1983)                     | $80.200.000  |   |              |                         |
| 4 | Superman IV: The Quest for Peace (1987) | $36.700.000  |   |              |                         |

|  | Supergirl (1984)* | $14.296.438 |  |  |  |

|   | Christopher Reeve films                 | $607.751.603 | 4 | $151.937.901 | Superman ($300.451.603) |
| 1 | Superman (1978)                         | $300.451.603 |   |              |                         |
| 2 | Superman II (1980)                      | $190.400.000 |   |              |                         |
| 3 | Superman III (1983)                     | $80.200.000  |   |              |                         |
| 4 | Superman IV: The Quest for Peace (1987) | $36.700.000  |   |              |                         |

|  | Supergirl (1984)* | $14.296.438 |  |  |  |

|  | Siêu nhân trở lại (2006) | $391.081.192 |  |  |  |

|  | Death of Superman/Reign of the Supermen (2018) | $27.878 |  |  |  |

|   | DC Extended Universe                               | $1.541.680.437 | 2 | $770.840.219 | Batman đại chiến Superman: Ánh sáng công lý ($873.634.919) |
| 1 | Batman đại chiến Superman: Ánh sáng công lý (2016) | $873.634.919   |   |              |                                                            |
| 2 | Người đàn ông thép (2013)                          | $668.045.518   |   |              |                                                            |

|   | Christopher Reeve films                 | $607.751.603 | 4 | $151.937.901 | Superman ($300.451.603) |
| 1 | Superman (1978)                         | $300.451.603 |   |              |                         |
| 2 | Superman II (1980)                      | $190.400.000 |   |              |                         |
| 3 | Superman III (1983)                     | $80.200.000  |   |              |                         |
| 4 | Superman IV: The Quest for Peace (1987) | $36.700.000  |   |              |                         |

|  | Supergirl (1984)* | $14.296.438 |  |  |  |

|   | Christopher Reeve films                 | $607.751.603 | 4 | $151.937.901 | Superman ($300.451.603) |
| 1 | Superman (1978)                         | $300.451.603 |   |              |                         |
| 2 | Superman II (1980)                      | $190.400.000 |   |              |                         |
| 3 | Superman III (1983)                     | $80.200.000  |   |              |                         |
| 4 | Superman IV: The Quest for Peace (1987) | $36.700.000  |   |              |                         |

|  | Supergirl (1984)* | $14.296.438 |  |  |  |

|  | Siêu nhân trở lại (2006) | $391.081.192 |  |  |  |

|  | Death of Superman/Reign of the Supermen (2018) | $27.878 |  |  |  |

| 30 | Planet of the Apes                        | $2.524.581.406 | 10 | $252.458.141 | Dawn of the Planet of the Apes ($710.644.566) |
| 1  | Dawn of the Planet of the Apes (2014)     | $710.644.566   |    |              |                                               |
| 2  | War for the Planet of the Apes (2017)     | $490.719.763   |    |              |                                               |
| 3  | Rise of the Planet of the Apes (2011)     | $481.800.873   |    |              |                                               |
| 4  | Kingdom of the Planet of the Apes (2024)  | $397.378.150   |    |              |                                               |
| 5  | Planet of the Apes (2001)                 | $362.211.740   |    |              |                                               |
| 6  | Planet of the Apes (1968)                 | $32.589.624    |    |              |                                               |
| 7  | Beneath the Planet of the Apes (1970)     | $18.999.718    |    |              |                                               |
| 8  | Escape from the Planet of the Apes (1971) | $12.348.905    |    |              |                                               |
| 9  | Conquest of the Planet of the Apes (1972) | $9.043.472     |    |              |                                               |
| 10 | Battle for the Planet of the Apes (1973)  | $8.844.595     |    |              |                                               |

| 31 | Guardians of the Galaxy               | $2.482.607.074 | 3 | $827.535.691 | Guardians of the Galaxy Vol. 2 ($863.756.051) |
| 1  | Guardians of the Galaxy Vol. 2 (2017) | $863.756.051   |   |              |                                               |
| 2  | Guardians of the Galaxy Vol. 3 (2023) | $845.522.394   |   |              |                                               |
| 3  | Guardians of the Galaxy (2014)        | $773.328.629   |   |              |                                               |

| 32 | Người Sắt          | $2.423.918.805 | 3 | $807.972.935 | Người Sắt 3 ($1.214.811.252) |
| 1  | Người Sắt 3 (2013) | $1.214.811.252 |   |              |                              |
| 2  | Người Sắt 2 (2010) | $623.933.331   |   |              |                              |
| 3  | Người Sắt (2008)   | $585.174.222   |   |              |                              |

| 33 | The Conjuring Universe                        | $2.398.516.181 | 9 | $266.501.798 | The Nun ($365.550.119) |
| 1  | The Nun (2018)                                | $365.550.119   |   |              |                        |
| 2  | The Conjuring 2 (2016)                        | $321.834.351   |   |              |                        |
| 3  | The Conjuring (2013)                          | $320.406.242   |   |              |                        |
| 4  | Annabelle: Creation (2017)                    | $306.515.884   |   |              |                        |
| 5  | The Nun II (2023)                             | $265.832.054   |   |              |                        |
| 6  | Annabelle (2014)                              | $257.589.721   |   |              |                        |
| 7  | Annabelle: Comes home (2019)                  | $231.252.591   |   |              |                        |
| 8  | The Conjuring: The Devil Made Me Do It (2021) | $206.401.480   |   |              |                        |
| 9  | The Curse of La Llorona (2019)                | $123.133.739   |   |              |                        |

| 34 | Kung Fu Panda          | $2.366.297.158 | 4 | $591.574.290 | Kung Fu Panda ($665.692.281) |
| 1  | Kung Fu Panda (2008)   | $665.692.281   |   |              |                              |
| 2  | Kung Fu Panda 2 (2011) | $631.744.560   |   |              |                              |
| 3  | Kung Fu Panda 4 (2024) | $547.689.492   |   |              |                              |
| 4  | Kung Fu Panda 3 (2016) | $521.170.825   |   |              |                              |

| 35 | Madagascar                                | $2.266.401.095 | 4 | $566.600.274 | Madagascar 3: Europe's Most Wanted ($746.921.274) |
| 1  | Madagascar 3: Europe's Most Wanted (2012) | $746.921.274   |   |              |                                                   |
| 2  | Madagascar: Escape 2 Africa (2009)        | $603.900.354   |   |              |                                                   |
| 3  | Madagascar (2005)                         | $542.063.846   |   |              |                                                   |
| 4  | Penguins of Madagascar (2015)             | $373.515.621   |   |              |                                                   |

| 36 | Black Panther                         | $2.241.457.662 | 2 | $1.120.728.831 | Black Panther ($1.382.248.826) |
| 1  | Black Panther (2018)                  | $1.382.248.826 |   |                |                                |
| 2  | Black Panther: Wakanda Forever (2022) | $859.208.836   |   |                |                                |

| 37 | Captain America                            | $2.238.287.570 | 3 | $746.095.857 | Captain America: Civil War ($1.153.296.293) |
| 1  | Captain America: Civil War (2016)          | $1.153.296.293 |   |              |                                             |
| 2  | Captain America: The Winter Soldier (2014) | $714.421.503   |   |              |                                             |
| 3  | Captain America: The First Avenger (2011)  | $370.569.774   |   |              |                                             |

| 38 | Terminator                                | $2.105.699.296 | 6 | $350.949.883 | Terminator 2: Judgment Day ($520.881.154) |
| 1  | Terminator 2: Judgment Day (1991)         | $520.881.154   |   |              |                                           |
| 2  | Terminator Genisys (2015)                 | $440.603.537   |   |              |                                           |
| 3  | Terminator 3: Rise of the Machines (2003) | $433.371.112   |   |              |                                           |
| 4  | Terminator Salvation (2009)               | $371.353.001   |   |              |                                           |
| 5  | Terminator: Dark Fate (2019)              | $261.119.292   |   |              |                                           |
| 6  | The Terminator (1984)                     | $78.371.200    |   |              |                                           |

| 39 | Star Trek                                     | $2.019.916.703 | 13 | $155.378.208 | Star Trek Into Darkness ($467.365.246) |
| 1  | Star Trek Into Darkness (2013)                | $467.365.246   |    |              |                                        |
| 2  | Star Trek (2009)                              | $385.680.446   |    |              |                                        |
| 3  | Star Trek Beyond (2016)                       | $343.471.816   |    |              |                                        |
| 4  | Star Trek: Insurrection (1998)                | $112.587.658   |    |              |                                        |
| 5  | Star Trek IV: The Voyage Home (1986)          | $109.713.132   |    |              |                                        |
| 6  | Star Trek: First Contact (1996)               | $92.027.888    |    |              |                                        |
| 7  | Star Trek: The Motion Picture (1979)          | $82.674.320    |    |              |                                        |
| 8  | Star Trek II: The Wrath of Khan (1982)        | $79.818.511    |    |              |                                        |
| 9  | Star Trek III: The Search for Spock (1984)    | $76.471.046    |    |              |                                        |
| 10 | Star Trek: Generations (1994)                 | $75.671.125    |    |              |                                        |
| 11 | Star Trek VI: The Undiscovered Country (1991) | $74.888.996    |    |              |                                        |
| 12 | Star Trek: Nemesis (2002)                     | $67.336.470    |    |              |                                        |
| 13 | Star Trek V: The Final Frontier (1989)        | $52.210.049    |    |              |                                        |

SVũ trụ liên kết trong đó một số tài sản cũng có loạt phim riêng. 
*Doanh thu tại Mỹ và Canada. 
RTiền thuê nhà phân phối.